# Star Trek

Logo del franchise

La nave stellare USS Enterprise di classe Constitution, protagonista della prima serie televisiva del 1966-1969

Star Trek è un media franchise di genere fantascientifico che ha avuto inizio nel 1966 con una serie televisiva omonima ideata da Gene Roddenberry, divenuta in seguito tra le più popolari nella storia della televisione. Dal successo della prima serie sono derivate nel corso di oltre cinquant'anni altre dieci serie televisive (di cui tre animate) e tredici pellicole cinematografiche. Dal 2017 è in corso il cosiddetto "universo espanso di Star Trek", con l'esordio di Discovery a cui sono seguite Picard, Lower Decks, Prodigy, Strange New Worlds, Starfleet Academy e il film Section 31.
Star Trek narra delle vicende degli umani del futuro, appartenenti a una Federazione dei Pianeti Uniti che riunisce sotto un unico governo numerosi popoli di sistemi stellari diversi e delle loro avventure nell'esplorazione del cosmo "alla ricerca di nuove forme di vita e di civiltà, fino ad arrivare là dove nessun uomo è mai giunto prima".
L'universo fantascientifico di Star Trek con i suoi personaggi è conosciuto in tutto il mondo e ha dato origine a una comunità di appassionati senza precedenti. Tutte le serie televisive e i film sono stati doppiati in italiano.
A Star Trek sono stati assegnati vari premi tra cui 33 Emmy, 5 premi Hugo, vari Saturn Award e un premio Oscar su 14 candidature ottenute dai film.

## Sviluppo
(Frase di apertura della serie)

### Esordi

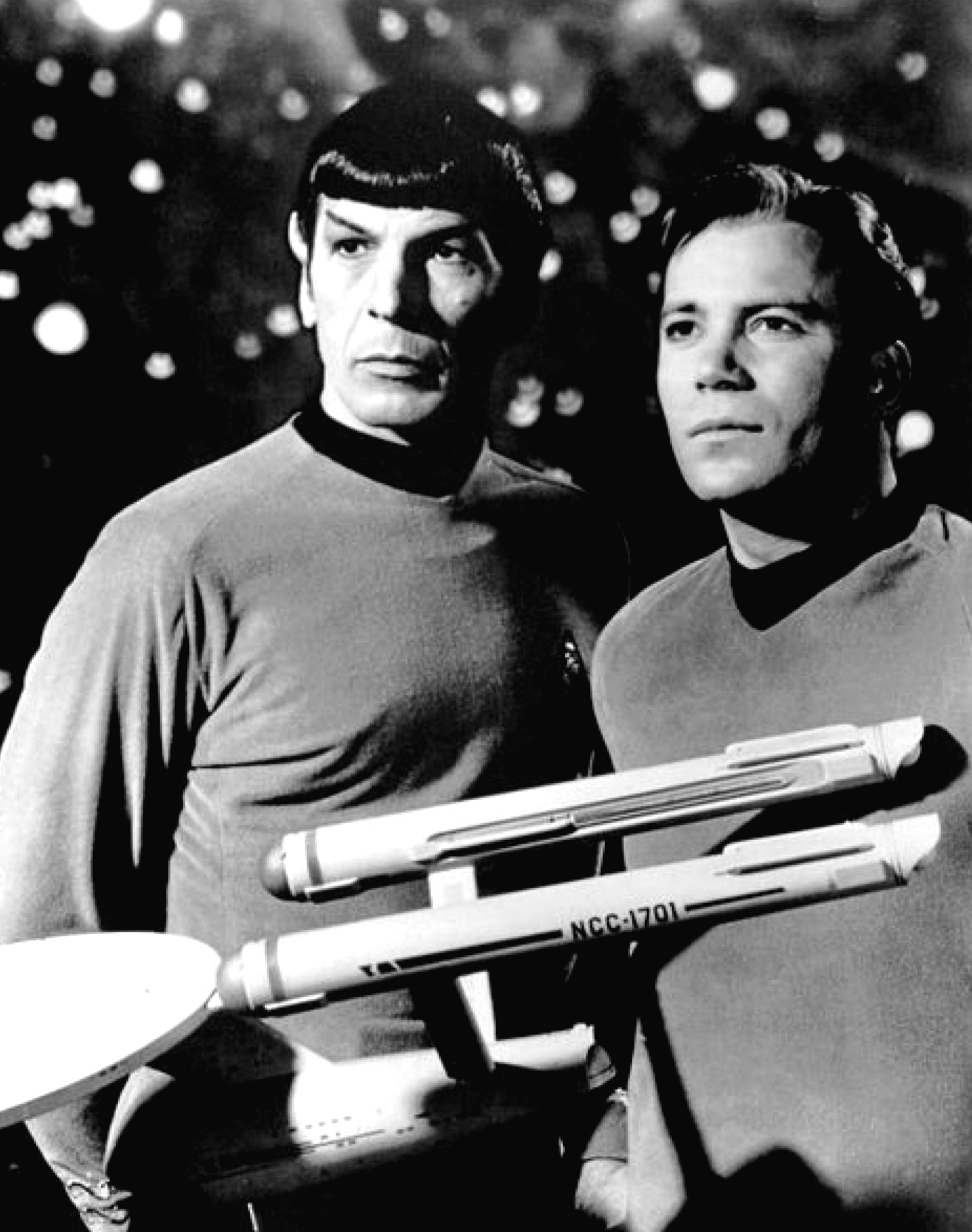
Spock (Leonard Nimoy) e James T. Kirk (William Shatner) davanti alla USS Enterprise

Nel 1964 Roddenberry propose la serie di Star Trek alla NBC con il titolo Wagon Train to the Stars, ispirandosi alla serie western di successo in onda in quel periodo Carovane verso il West. I produttori però non approvarono il primo episodio pilota, The Cage, nel quale Jeffrey Hunter interpretava il Capitano dell'Enterprise Christopher Pike. L'episodio venne ritenuto poco avventuroso e troppo filosofico dal network televisivo, tuttavia i dirigenti della NBC, impressionati dal concetto innovativo di Roddenberry, presero l'insolita decisione di commissionare un secondo episodio pilota, dal titolo Where No Man Has Gone Before (Oltre la galassia nella versione italiana), che seguendo le indicazioni della NBC sarebbe risultato più avventuroso e ricco d'azione rispetto al precedente pilot. Il malinconico capitano Pike fu così sostituito dall'energico e guascone capitano Kirk, mentre la parte del Primo Ufficiale, una donna nel primo pilot, fu assegnata al Vulcaniano Spock. Dopo un discreto successo iniziale, gli ascolti calarono e già nella seconda stagione la serie rischiò di venire cancellata. Solo una grande protesta dei già numerosi fan convinse la NBC a produrre una terza e ultima stagione, prima della cancellazione definitiva nel 1969.

### Popolarità
Nonostante la cancellazione, la popolarità di Star Trek continuò a crescere negli anni successivi, soprattutto dopo l'acquisizione dei diritti da parte della Paramount Television, che diede la serie in sindacazione ad altre emittenti, le quali la misero in onda a orari più favorevoli di quelli della NBC. Tra il 1969 e il 1970 la serie fu replicata su 150 emittenti statunitensi e commercializzata in oltre 60 paesi nel mondo, diventando sempre più popolare tra gli appassionati del genere fantascientifico.
All'inizio degli anni settanta si erano già costituiti i primi gruppi di trekker, i fan della serie, e nel 1972 fu organizzato a New York il primo convegno. Stephen Withfield, un pubblicitario dell'Arizona e costruttore di modellini dell'astronave Enterprise, pubblicò The Making of Star Trek, una guida completa all'universo immaginario ideato da Gene Roddenberry. Visto il ritrovato successo, la Paramount e la Filmation produssero una serie animata di due stagioni che andò in onda nel 1973 e 1974 il sabato mattina negli Stati Uniti. Nonostante gli episodi durassero solo mezz'ora, la serie fu premiata con il Daytime Emmy Award nel 1975 per la categoria "migliore serie per ragazzi" (in inglese Best Children's Series). Roddenberry e la Paramount iniziarono a elaborare una nuova serie, Star Trek: Phase II. Tuttavia, visti i successi cinematografici di film come Guerre stellari e Incontri ravvicinati del terzo tipo, la Paramount decise di investire nella produzione di una pellicola cinematografica. L'omonimo film Star Trek (Star Trek: The Motion Picture) uscì nel 1979 e, nonostante alcune critiche per via del ritmo lento e dell'atmosfera piuttosto lontana da quella che caratterizzava la serie originale, il riscontro ai botteghini fu discreto. Ciò convinse i produttori a sviluppare un secondo film. In Star Trek II - L'ira di Khan (Star Trek II: The Wrath of Khan), del 1982, ricompaiono i temi classici della serie originale e viene ripreso, come antagonista, un nemico storico del capitano Kirk della vecchia serie, comparso nell'episodio della prima stagione Spazio profondo (Space Seed): Khan Noonien Singh (Ricardo Montalbán). Seguirono poi altri quattro film fino al 1991. Di particolare successo fu Rotta verso la Terra del 1986, il quarto della serie, diretto da Leonard Nimoy (l'attore che interpretava Spock).

### Anni ottanta e novanta
Roddenberry nel frattempo sviluppò una seconda serie TV, che sarebbe andata in onda oltre vent'anni dopo la serie originale del 1966. Star Trek: The Next Generation si rivelò un successo assoluto e fu trasmessa per sette stagioni, a partire dal 1987. La serie ricevette ben 59 candidature ai Premi Emmy, vincendone 32.
Alla morte di Roddenberry, avvenuta nel 1991, il produttore esecutivo divenne Rick Berman che, visto il successo di Star Trek: The Next Generation, sviluppò uno spin-off, Star Trek: Deep Space Nine, che andò in onda a partire dal 1993, nello stesso momento in cui veniva trasmessa la sesta stagione di Star Trek: The Next Generation.
Gli anni novanta furono i più prolifici per le produzioni su Star Trek: dopo i sei film con i protagonisti della serie classica, nel 1994 esce il settimo film, Generazioni, che segna il passaggio di consegne dalla serie classica a Star Trek: The Next Generation, con i capitani Picard e Kirk in azione contro il nemico comune. Nel gennaio 1995, pochi mesi dopo la conclusione di Star Trek: The Next Generation, la Paramount mandò in onda la quarta serie TV, Star Trek: Voyager, che come Star Trek: Deep Space Nine ottenne un discreto successo, anche se non paragonabile a quello di Star Trek: The Next Generation.

### XXI secolo
All'inizio del XXI secolo, la UPN (United Paramount) produsse il prequel Star Trek: Enterprise, serie che non raggiunse comunque il successo dei predecessori, venendo cancellata alla fine della quarta stagione. La cancellazione prematura della serie, unita allo scarso successo dei film Star Trek - L'insurrezione e Star Trek - La nemesi, gettò ombre sul futuro di Star Trek. La Paramount rimosse Berman dal ruolo di produttore esecutivo, togliendogli di fatto il controllo del franchise.
Nel corso degli anni duemila, la Paramount rifiutò diverse proposte per il rilancio televisivo di Star Trek, tra cui anche quelle degli attori Jonathan Frakes e William Shatner, puntando invece a un nuovo team di produzione, composto da J. J. Abrams, Alex Kurtzman e Roberto Orci, per sviluppare un nuovo film. Nel 2009 uscì al cinema Star Trek, un prequel ambientato in una linea temporale alternativa in cui compaiono nuovi attori raffiguranti l'equipaggio originale della prima serie. Il successo ottenuto dal film di Abrams spinse la Paramount a scritturare lo stesso cast di attori per due successivi film: Into Darkness - Star Trek, uscito nel 2013, e Star Trek Beyond, uscito nel 2016 in occasione del cinquantenario della nascita della serie.
Una nuova serie televisiva, Star Trek: Discovery, ha debuttato nell'ottobre 2017 su CBS All Access negli Stati Uniti e, nel resto del mondo, dal giorno seguente su Netflix. Nel 2018 a questa si affianca la serie antologica Star Trek: Short Treks, spin-off di Discovery e, nel gennaio 2020, esordisce Star Trek: Picard, serie incentrata sul celebre capitano Jean-Luc Picard, distribuita anch'essa negli Stati Uniti da CBS e in Italia da Amazon Prime Video. A queste serie live-action sono seguite le serie animate Star Trek: Lower Decks, nel 2020, e Star Trek: Prodigy, nel 2021. Nel 2022 viene invece lanciata la nuova serie live-action Star Trek: Strange New Worlds su Paramount+, anch'essa spin-off di Discovery, più precisamente della sua seconda stagione, e prequel diretto della serie classica, poiché mette in scena i viaggi dell'Enterprise capitanata da Christopher Pike, nella missione quinquennale immediatamente precedente quella di James T. Kirk.

### Cronologia
Cronologia di uscita dei principali titoli del franchise. Tra parentesi la collocazione all'interno della timeline immaginaria.

## Serie televisive
Le serie prodotte per la televisione sono state (in ordine cronologico di trasmissione):
- Serie classica
  - Star Trek (Star Trek: The Original Series) - serie live action (1966-1969)
  - Star Trek (Star Trek: The Animated Series) - serie animata (1973-1974)
- The Next Generation/Enterprise
  - Star Trek: The Next Generation - serie live action (1987-1994)
  - Star Trek: Deep Space Nine - serie live action (1993-1999)
  - Star Trek: Voyager - serie live action (1995-2001)
  - Star Trek: Enterprise - serie live action (2001-2005)
- Expanded Universe
  - Star Trek: Discovery - serie live action (2017-2024)
  - Star Trek: Short Treks - serie antologica (2018-2020)
  - Star Trek: Lower Decks - serie animata (2020-2024)
  - Star Trek: Picard - serie live action (2020-2023)
  - Star Trek Logs - webserie (2021-2023)
  - Star Trek: Prodigy - serie animata (2021-2024)
  - Star Trek: Strange New Worlds - serie live action (2022-in corso)
  - Star Trek: Starfleet Academy - serie live action (2026)
- Altro
  - The Captains Close Up - miniserie documentario TV (2013)
  - After Trek - after show (2017-2018)
  - The Ready Room - after show (2019-2024)
  - Captain's Log - serie documentario TV (2020-2022)
  - Star Trek: The Section 31 Files - podcast (2020-2021)
- Progetti non realizzati
  - Star Trek: Phase II, prevista nel 1978, ma mai realizzata.

### Serie classica

#### Star Trek: serielive action

Logo della serie originale di Star Trek

La serie televisiva Star Trek del 1966 è l'opera prima da cui nasce l'omonimo universo fantascientifico.
Prodotta negli Stati Uniti, debutta l'8 settembre 1966 sul canale NBC. Ambientata nel futuro, narra le avventure dell'equipaggio della nave stellare USS Enterprise della Federazione dei pianeti uniti, "diretta all'esplorazione di nuovi mondi, alla ricerca di altre forme di vita e di civiltà, per arrivare là dove nessun uomo è mai giunto prima". Il capitano dell'Enterprise è James T. Kirk, coadiuvato dall'ufficiale scientifico Spock, un extraterrestre proveniente dal pianeta Vulcano e dall'ufficiale medico, il dottor Leonard McCoy detto "Bones" (interpretato da DeForest Kelley). I tre, uniti da un forte legame di rispetto e amicizia, sono i personaggi chiave della serie, circondati da un equipaggio molto affiatato.
La serie televisiva, pur rimanendo un'opera d'intrattenimento, ha proposto temi rilevanti dal punto di vista sociale, etico e politico. Per la prima volta nella storia della televisione un giapponese, una donna di origine africana, diversi americani, uno scozzese, un alieno e un russo, nel momento in cui il mondo era spaccato in due dalla guerra fredda, si trovavano a lavorare insieme nello stesso equipaggio, a esplorare l'universo alla ricerca di nuove culture con cui dare vita a reciproci scambi in nome dell'uguaglianza e della pace.
Nell'episodio Umiliati per forza maggiore, trasmesso negli Stati Uniti il 22 novembre 1968, si vide il primo bacio interrazziale nella storia della televisione, del quale furono protagonisti Uhura, l'ufficiale alle comunicazioni, e il capitano Kirk. Il personaggio di Uhura – prima persona di colore a ricoprire un ruolo di ufficiale di plancia e a mostrare l'ombelico in una fiction televisiva – divenne molto caro al pubblico, tanto che Martin Luther King intervenne personalmente affinché l'interprete, l'attrice Nichelle Nichols, non abbandonasse la serie.
Inizialmente Star Trek non riscosse molto successo, l'ascolto era basso e la pubblicità languiva. Venne ventilata l'ipotesi di cancellare la serie al termine della seconda stagione. I fan della serie condussero però una campagna senza precedenti per convincere l'NBC a produrre anche una terza stagione riuscendo nell'intento. Il settantanovesimo e ultimo episodio fu trasmesso il 3 giugno 1969.
Le repliche della serie furono poi trasmesse per molto tempo in collaborazione con altre reti televisive (syndication) e conobbero un notevole, crescente successo negli anni successivi. Dopo una mobilitazione dei fan, che scrissero migliaia di lettere a tal proposito, l'agenzia spaziale statunitense NASA decise di battezzare Enterprise una delle navette della serie Space Shuttle (il prototipo senza motori costruito per esercitare gli equipaggi all'atterraggio); l'entrata in pista della navetta fu accompagnata dalla fanfara che suonava il tema della colonna sonora di Star Trek.
Star Trek venne trasmessa per la prima volta in lingua italiana dal 1º maggio 1979 su Telemontecarlo, tuttavia il canale non disponeva di una copertura adeguata. La serie divenne dunque nota al grande pubblico in Italia soprattutto un anno più tardi, con l'uscita del film omonimo di Robert Wise e la diffusione attraverso le televisioni locali a partire dall'estate del 1980.

#### Star Trek: serie animata

Logo della serie animata Star Trek

I protagonisti della serie animata

Cinque anni dopo la conclusione della prima serie televisiva fu prodotta una serie televisiva a cartoni animati intitolata di nuovo Star Trek.
La serie, doppiata dal cast di attori della serie classica quasi al completo, è composta da 22 episodi suddivisi in due stagioni. Negli Stati Uniti debuttò l'8 settembre 1973, mentre l'ultimo episodio in prima visione fu trasmesso il 12 ottobre 1974.
La serie animata è considerata "non canonica": le vicende in essa narrate non influenzano il complesso universo di Star Trek e non sono ritenute vincolanti per gli autori delle serie successive. Appaiono tuttavia degni di nota l'utilizzo del ponte ologrammi, che anticipa quello della serie The Next Generation, e le sceneggiature, opera di autori di rilievo (alcuni dei quali, come D.C. Fontana, autori anche della serie originale). In quel periodo era in atto un lungo sciopero del sindacato degli scrittori (Writers Guild of America, East), che impediva loro di lavorare per serie con attori in carne e ossa, ma non per i cartoni animati.
Dopo la pubblicazione delle serie dell'universo espanso, in particolare Strange New Worlds e Lower Decks, nelle quali sono presenti parecchi richiami alla serie animata, si è riaperta la discussione sulla sua canonicità.

### The Next Generation

#### Star Trek: The Next Generation

Logo della serie Star Trek: The Next Generation

Vent'anni dopo la prima serie televisiva, nel 1986, il produttore Gene Roddenberry decise che era il momento di riprovare a creare una serie che ne fosse il seguito, ambientandola però 78 anni dopo la serie originale, con un nuovo equipaggio e una nuova astronave. Nacque così Star Trek: The Next Generation.

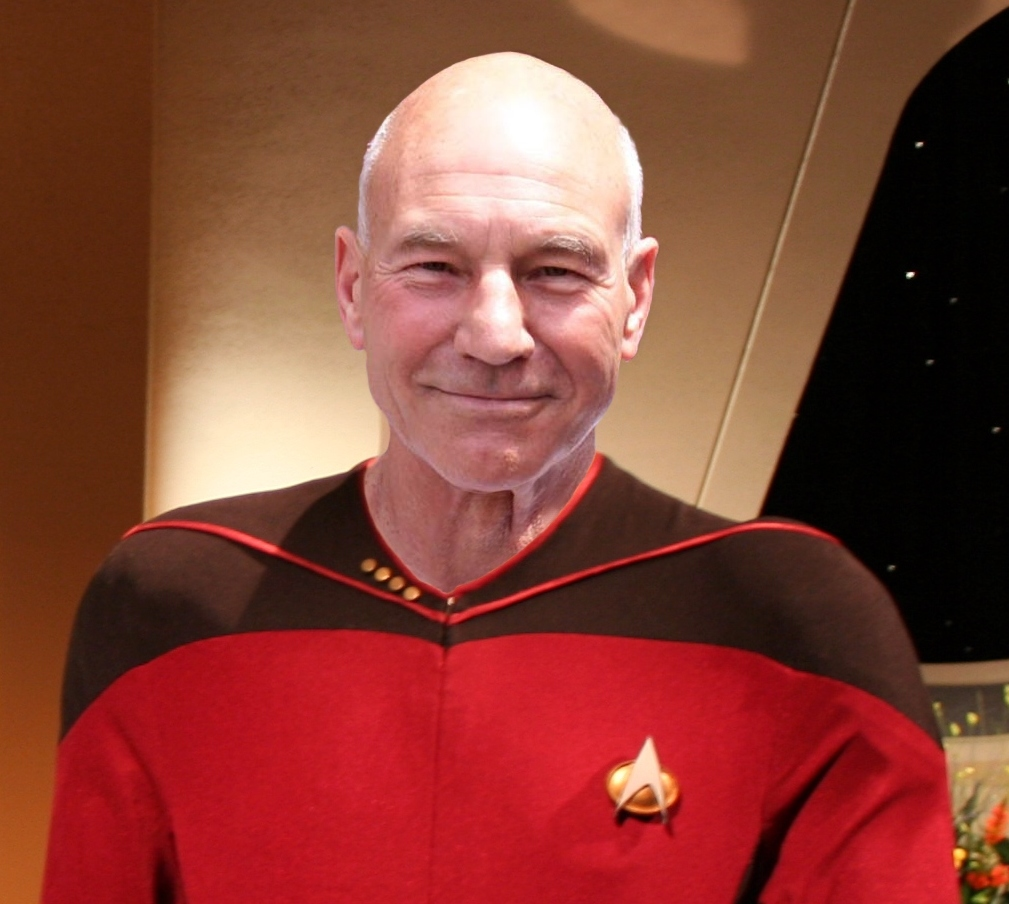
Patrick Stewart nel ruolo del capitano Jean-Luc Picard

I "viaggi della nave stellare Enterprise" mantengono la loro dimensione avventurosa, malgrado nel frattempo sia intervenuta la pace con i Klingon e l'allargamento della Federazione. La tecnologia è più progredita; le navi della Flotta, come la nuova USS Enterprise, sono più grandi, comode e spaziose, con una funzione più marcatamente esplorativa e diplomatica, meno militare. Agli ufficiali è permesso portare a bordo le proprie famiglie, dato che i periodi delle missioni si sono allungati.
L'esplorazione rimane la molla principale delle avventure, ma non mancano situazioni inedite che si sviluppano attorno al ponte ologrammi.
Più numeroso, complesso e articolato che nella serie originale, il gruppo di personaggi di The Next Generation è composto da ben otto protagonisti fissi, nessuno dei quali si può però considerare un vero e proprio comprimario. Tra di essi spiccano il capitano Jean-Luc Picard (Patrick Stewart), l'androide Data (Brent Spiner) e il comandante William Riker (Jonathan Frakes).
Le avventure della Next Generation si sono sviluppate in 178 episodi (divisi in 7 stagioni) per la TV, per poi proseguire con quattro pellicole cinematografiche.
Trasmessa per la prima volta il 28 settembre 1987 con l'episodio pilota di due ore Incontro a Farpoint e un'audience di 27 milioni di telespettatori, la serie ha riscosso subito un discreto seguito e ha collezionato successi per sette stagioni. La serie è terminata con la doppia puntata Ieri, oggi, domani, trasmessa il 29 maggio 1994. Anche il seguito di questa serie con il passare del tempo si è allargato ed essa è stata ampiamente ritrasmessa in collaborazione con altre reti televisive (syndication).

#### Star Trek: Deep Space Nine

Logo della serie Star Trek: Deep Space Nine

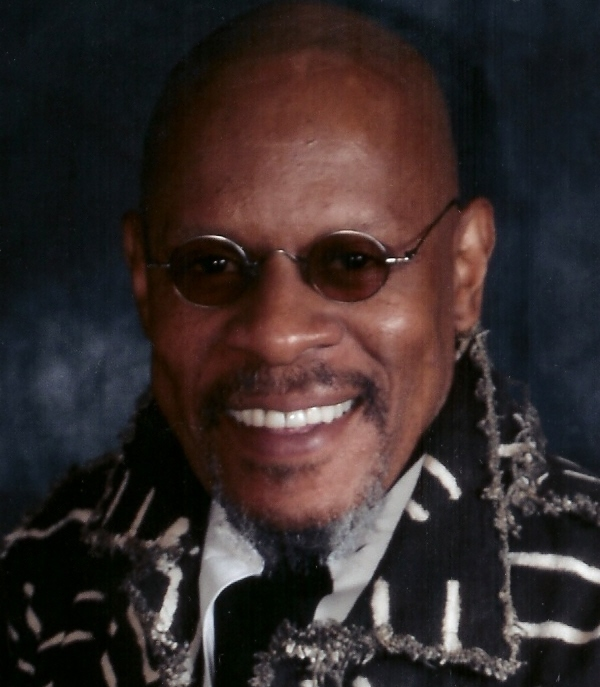
Avery Brooks, interprete di Benjamin Sisko

La serie Star Trek: Deep Space Nine (anche chiamata più brevemente Deep Space Nine o DS9) nasce originariamente come spin-off di Star Trek: The Next Generation nel gennaio del 1993, due anni dopo la morte di Gene Roddenberry, avvenuta nel 1991 durante la produzione della quinta stagione di Star Trek: The Next Generation.
Deep Space Nine venne prodotta per sette stagioni, dal 1993 al 1999. È la prima e unica serie di Star Trek a essere ambientata non a bordo di un'astronave, ma all'interno di una stazione spaziale. La stazione Deep Space Nine, comandata da Benjamin Sisko, è posta nello spazio del pianeta Bajor, a sorveglianza dei turbolenti confini tra lo spazio della Federazione e quello dell'Unione Cardassiana, nei pressi di un tunnel spaziale stabile che conduce al remoto Quadrante Gamma della galassia.
A causa di questo tunnel, la Federazione si trova a fronteggiare uno dei suoi più temibili avversari: il Dominio. La guerra contro il Dominio arriva a coinvolgere tutte le principali potenze dei quadranti Alfa e Beta e vede un'inedita alleanza militare tra Federazione, Klingon e Romulani. Nell'arco finale della serie, oltre a molteplici colpi di scena, appaiono alcune delle più notevoli battaglie spaziali della fantascienza di quegli anni, grazie all'evoluzione della grafica al computer.

#### Star Trek: Voyager

Logo di Star Trek: Voyager

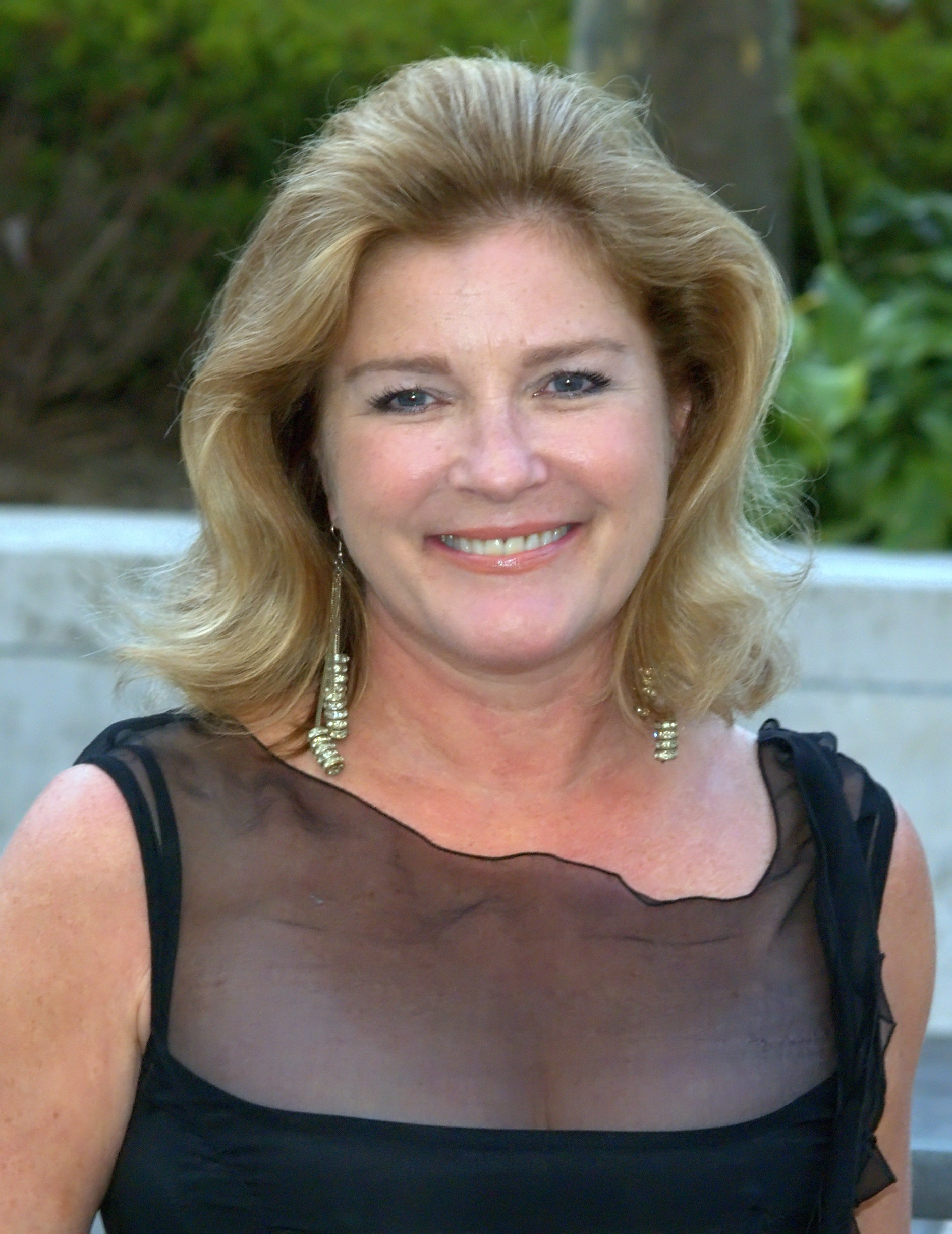
Kate Mulgrew, interprete del capitano Kathryn Janeway

Star Trek: Voyager venne prodotta in sette stagioni, dal 1995 al 2001. È la prima serie di Star Trek dove il capitano è una figura femminile, Kathryn Janeway, una donna dal carattere forte e deciso. Questa serie racconta le avventure della nave stellare USS Voyager, sbalzata a causa di un misterioso evento nel quadrante Delta della galassia, a più di settantamila anni luce dalla Terra, un punto remoto dal quale, alla massima velocità dell'astronave, è previsto un viaggio di ben settantacinque anni per poter tornare sulla Terra. Riallacciandosi allo spirito pionieristico caratteristico della serie classica, Star Trek ritorna così a raccontare le avventure di un'astronave in missione nello spazio profondo.
Sebbene inizialmente Voyager avesse ottenuto un buon successo di ascolti, durante la terza stagione subì un calo d'interesse da parte del pubblico. La Paramount corse ai ripari inserendo nella quarta stagione la figura di Sette di Nove (Jeri Ryan), personaggio che divenne rapidamente uno dei più intriganti della serie. Il nuovo arrivo, accompagnato anche da un leggero, ma sensibile, cambio di tendenza rispetto alla "filosofia estremamente pacifista" della serie, ha portato a nuovi consensi e a una rinnovata popolarità che l'hanno accompagnata fino all'ultimo episodio, Fine del gioco (2001).

#### Star Trek: Enterprise

Logo di Star Trek: Enterprise

Star Trek: Enterprise (anche chiamata più brevemente Enterprise) è concepita come un prequel delle altre serie televisive.

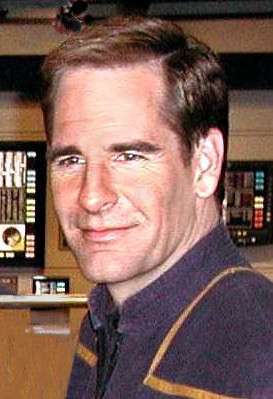
Scott Bakula nel ruolo del capitano Jonathan Archer

La serie è collocata prima della nascita della Federazione dei pianeti uniti, circa novant'anni dopo il primo contatto dei terrestri con civiltà extraterrestri (evento narrato nel film Star Trek: Primo contatto). Enterprise narra le avventure dell'equipaggio di un'astronave terrestre che, grazie a un nuovo motore a "curvatura 5", si può spingere per la prima volta molto più lontano e in meno tempo di quanto fosse stato possibile prima di allora ai terrestri.
L'equipaggio della nave Enterprise NX-01 incontra durante il suo viaggio vecchie conoscenze dei fan di Star Trek e nuove specie aliene, perfezionando nel corso del tempo molte delle tecnologie presenti nella serie originale.
L'episodio pilota Prima missione, trasmesso negli USA da UPN il 26 settembre 2001, fu seguito da 12,5 milioni di telespettatori. L'ultimo episodio, il novantottesimo, è stato trasmesso in prima visione il 13 maggio 2005. L'audience era scesa costantemente nel corso degli anni, registrando nell'ultima stagione una media di circa 2 milioni di telespettatori a episodio, in assoluto la più bassa audience per una produzione di Star Trek.
Enterprise è stata una serie molto attesa e contemporaneamente oggetto di critiche dai fan di Star Trek, notoriamente molto attenti ai dettagli e alla filosofia di fondo. Alcuni fan hanno criticato la produzione per le limitazioni tecniche imposte all'astronave e per la scarsa coerenza dei dettagli di alcuni episodi rispetto alle serie ambientate successivamente. Ad aggravare lo scontento dei fan si aggiunsero la scelta di affidare la serie all'impopolare team che aveva prodotto la serie Voyager, una massiccia fuga di sceneggiatori nella terza stagione nonché una virata in senso militarista delle sceneggiature (in seguito agli attentati dell'11 settembre 2001 negli Stati Uniti). Dalla quarta stagione, tuttavia, alla direzione della serie venne aggiunto Manny Coto, risolvendo la maggior parte delle critiche sulla direzione artistica. Ciò non bastò a salvare la serie dalla cancellazione. Sebbene alcuni dei fan di Star Trek avessero boicottato Enterprise, non ritenendola coerente con la filosofia di Star Trek, altri hanno dato vita a petizioni e a una ingente raccolta di fondi nel tentativo di salvarla.

### Expanded Universe
A metà degli anni 2000 la CBS rifiutò diverse proposte per riavviare il franchise sul piccolo schermo: le proposte includevano quelle del regista Bryan Singer, del creatore di Babylon 5 J. Michael Straczynski e degli attori/registi di Star Trek Jonathan Frakes e William Shatner. Sebbene CBS non stesse creando un nuovo Star Trek per la televisione, la facilità di accesso ai contenuti di Star Trek su nuovi servizi di streaming come Netflix e Amazon Prime Video ha attirato nuovi fan del franchise. Alla fine CBS cercò di trarre vantaggio da questa tendenza e riportò il franchise sul piccolo schermo con la serie Star Trek: Discovery per attirare abbonati al suo servizio di streaming CBS All Access. La prima stagione di Discovery è stata presentata in anteprima il 24 settembre 2017. Mentre Discovery veniva trasmesso negli Stati Uniti esclusivamente su Paramount+ (ex CBS All Access) per le sue prime tre stagioni, Netflix, in cambio del finanziamento dei costi di produzione della serie, ne possedeva i diritti di proiezione internazionale. L'accordo di distribuzione e produzione di Netflix è terminato subito prima della première della quarta stagione di Discovery nel novembre 2021. Da allora Discovery è stata un'esclusiva delle piattaforme di proprietà di Paramount Global.
Nel giugno 2018, dopo essere diventato unico showrunner di Discovery, Alex Kurtzman ha firmato un accordo complessivo di cinque anni con CBS Television Studios per espandere il franchise di Star Trek oltre Discovery a diverse nuove serie live action, miniserie e serie animate. Kurtzman voleva "aprire questo mondo" e creare più serie ambientate nello stesso universo ma con la loro "narrativa unica e un'atmosfera cinematografica distinta", un approccio con cui ha paragonato Star Trek all'universo cinematografico Marvel: ossia senza raccontare una singola storia in più serie, consentendo al pubblico di guardare ciascuna serie senza dover per forza vedere tutte le altre. CBS e Kurtzman si riferiscono a questo universo espanso come all'"universo di Star Trek" (in inglese Star Trek Universe).
La seconda serie dell'universo espanso di Star Trek, Picard, ha protagonista Patrick Stewart, che riprende il ruolo di Jean-Luc Picard di The Next Generation. Picard è stata presentata in anteprima su CBS All Access il 23 gennaio 2020. A differenza di Discovery, Picard è trasmessa a livello internazionale da Amazon Prime Video. La CBS ha anche pubblicato due stagioni di Short Treks, una serie di mini-episodi indipendenti che sono andati in onda tra le stagioni di Discovery e Picard. Una nuova serie live action, Strange New Worlds, uno spin-off della seconda stagione di Discovery e prequel della serie originale, è stata presentata in anteprima il 5 maggio 2022. Lower Decks, una serie animata per adulti, è uscita il 6 agosto 2020 su CBS All Access. Un'altra serie animata, Star Trek: Prodigy, è stata presentata in anteprima sul servizio rinominato Paramount+ il 28 ottobre 2021 e successivamente il 17 dicembre 2021 su Nickelodeon. Prodigy è la prima serie di Star Trek a rivolgersi specificamente al pubblico più giovane ed è la prima serie del franchise interamente animata al computer. Star Trek ha raggiunto un picco di trasmissione nel 2022, con cinque serie in onda nello stesso anno.
Il finale della serie Picard è andato in onda nell'aprile 2023; l'ultima stagione di Discovery va in onda ad aprile–maggio 2024; Star Trek: Starfleet Academy è in pre-produzione per prendere il posto di una di queste serie. Prodigy è stata cancellata da Paramount+ nel giugno 2023, ma è stata ripresa da Netflix e la prima stagione è qui disponibile dal 25 dicembre 2023; una nuova stagione va in onda, sempre su Netflix, dal 1º luglio 2024.
Paramount prevede inoltre di creare film televisivi ogni due anni. Il primo di questi film, Section 31 (inizialmente previsto come serie televisiva), ha come protagonista Michelle Yeoh, che riprende il ruolo dell'Imperatrice Georgiou di Discovery.
Il 27 luglio 2024, al Comic-Con di San Diego viene annunciato che è in lavorazione una serie live action di genere commedia ambientata nel XXV secolo: ad annunciarlo sono la sviluppatrice del progetto Tawny Newsome, doppiatrice del personaggio di Beckett Mariner nella serie animata Star Trek: Lower Decks nonché sceneggiatrice della nuova serie Starfleet Academy, e l'altro sviluppatore, lo sceneggiatore-regista Justin Simien.

#### Star Trek: Discovery

Logo di Star Trek: Discovery

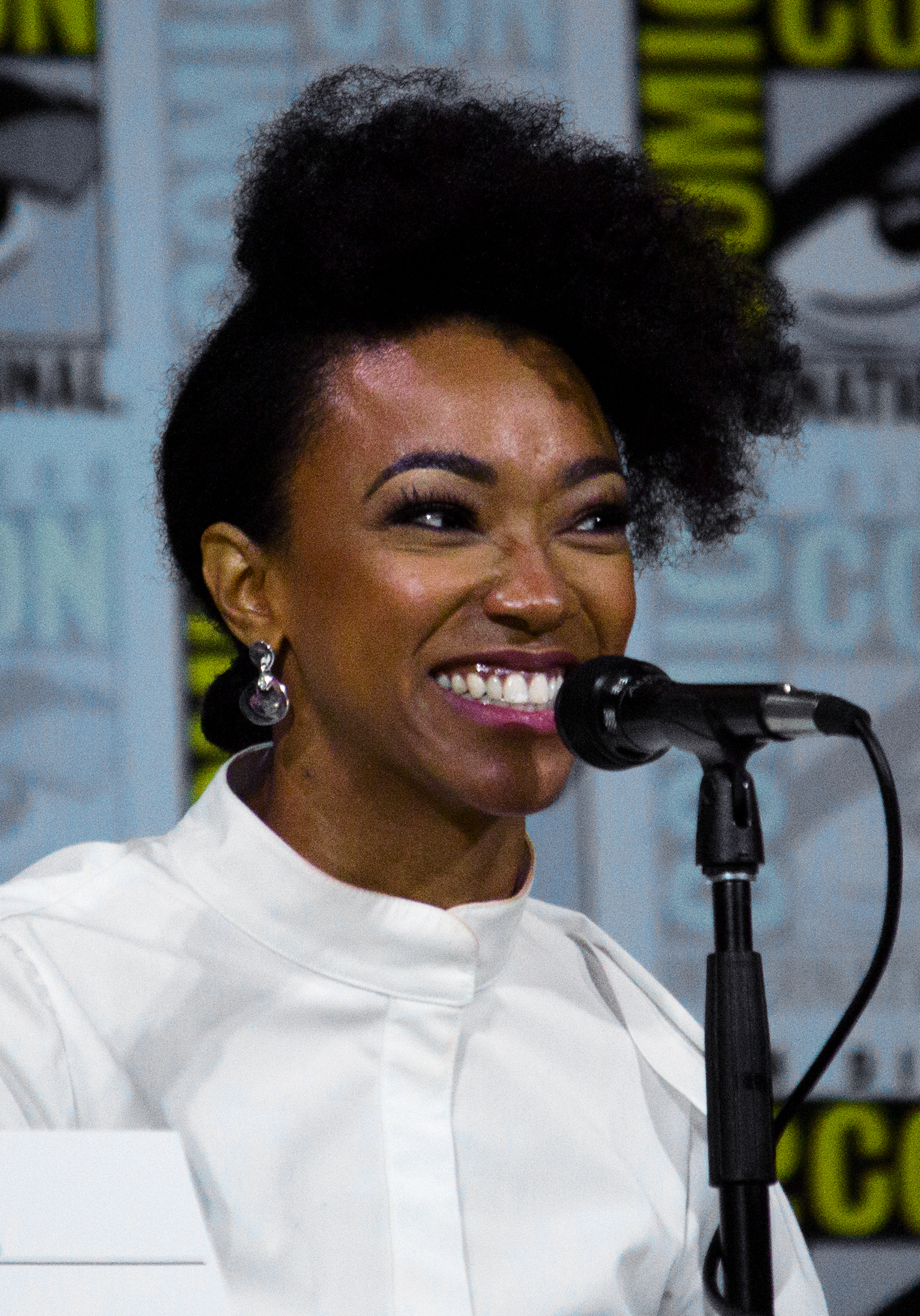
Sonequa Martin-Green, interprete di Michael Burnham

Star Trek: Discovery è ambientato dieci anni prima della serie classica ed è incentrata sui viaggi della nave stellare USS Discovery. Sonequa Martin-Green è la protagonista nel ruolo di Michael Burnham, ufficiale scientifico capo e infine capitano della Discovery. Si tratta della prima serie del franchise ad avere come protagonista un ufficiale invece di un capitano. A differenza delle precedenti serie del franchise, caratterizzate per la maggior parte da episodi autoconclusivi, Discovery è composta da un unico arco narrativo lungo tutta la stagione. La prima stagione è incentrata sulla guerra tra la Federazione e l'Impero Klingon e coinvolge il cosiddetto Universo dello specchio, già oggetto di alcuni episodi della serie originale, della serie Deep Space Nine e di un doppio episodio nella serie Enterprise.
La serie è stata annunciata nel novembre 2015 ed è creata da Bryan Fuller e Alex Kurtzman. Gretchen J. Berg e Aaron Harberts sono stati gli showrunner della prima stagione, sostituiti l'anno successivo da Kurtzman, che è stato affiancato dal 2019 da Michelle Paradise. La serie ha debuttato il 24 settembre 2017 sulla CBS negli Stati Uniti per poi spostarsi sul servizio di video on demand CBS All Access. In Italia la serie è stata trasmessa da Netflix a partire dal 25 settembre. A partire dalla quarta stagione, la serie è stata ritirata da Netflix e portata sulla piattaforma Paramount+ a livello globale; in Italia è stata trasmessa da Pluto TV. La quinta stagione, trasmessa nella primavera 2024, è stata annunciata come l'ultima.

#### Star Trek Logs
Dall'11 gennaio 2021 vengono pubblicati sul profilo ufficiale Star Trek Logs di Instagram gli Star Trek: Discovery Logs. Si tratta di brevi video che riportano i diari personali dei personaggi della serie, con le voci dei relativi attori. La pubblicazione dei Logs avviene in contemporanea all'uscita della terza e quarta stagione della serie. Dal 10 agosto 2021 si aggiungono gli Star Trek: Lower Decks Logs, che escono in parallelo alla seconda e terza stagione della serie Star Trek: Lower Decks. Dal 2 novembre 2022 si aggiungono anche gli Star Trek: Prodigy Logs, che escono in contemporanea alla prima stagione della serie animata Star Trek: Prodigy. Dall'11 febbraio 2023 vengono aggiunti anche i Star Trek: Picard Logs, collegati alla messa in onda della terza e ultima stagione della serie Star Trek: Picard.

#### Star Trek: Short Treks
Serie televisiva antologica creata da Bryan Fuller e Alex Kurtzman per CBS All Access (in seguito ribattezzata Paramount+). Originariamente pensata come serie affiancata a Star Trek: Discovery, composta da cortometraggi che utilizzano i set e i personaggi di Discovery e di altre serie attuali di Star Trek, quali Picard e Strange New Worlds. I cortometraggi durano tra i 10 e i 20 minuti.
Dopo aver firmato un accordo per espandere il franchise di Star Trek in televisione, Kurtzman ha annunciato Short Treks nel luglio del 2018 come il primo di questi progetti. I primi quattro episodi sono stati trasmessi tra l'ottobre 2018 e il gennaio 2019, tra la prima e la seconda stagione di Discovery. I cortometraggi erano per lo più prodotti utilizzando il cast e lo staff di Discovery, compreso il compositore Jeff Russo che ha creato il tema della sigla e la colonna sonora originale della serie. Le riprese sono state effettuate a Toronto, in Canada, sul set di Discovery.
Nel gennaio 2019 due nuovi cortometraggi sono stati aggiunti e quattro nuovi episodi live action sono stati annunciati nel giugno del 2019. La seconda stagione di Short Treks è stata trasmessa tra l'ottobre 2019 e il gennaio 2020, tra la seconda stagione di Discovery e la prima stagione di Picard, con l'ultimo episodio utilizzato quale teaser trailer della seconda serie e tre episodi come trailer di Strange New Worlds. Gli episodi animati sono stati creati dalla casa di effetti speciali Pixomondo, mentre un elenco di nuove composizioni sono stati supervisionate da Michael Giacchino, che ha composto la musica per la seconda stagione di cortometraggi.
La serie ha ricevuto recensioni favorevoli ed è stata candidata a diversi premi, compreso un Primetime Emmy Award.

#### Star Trek: Picard

Logo di Star Trek: Picard

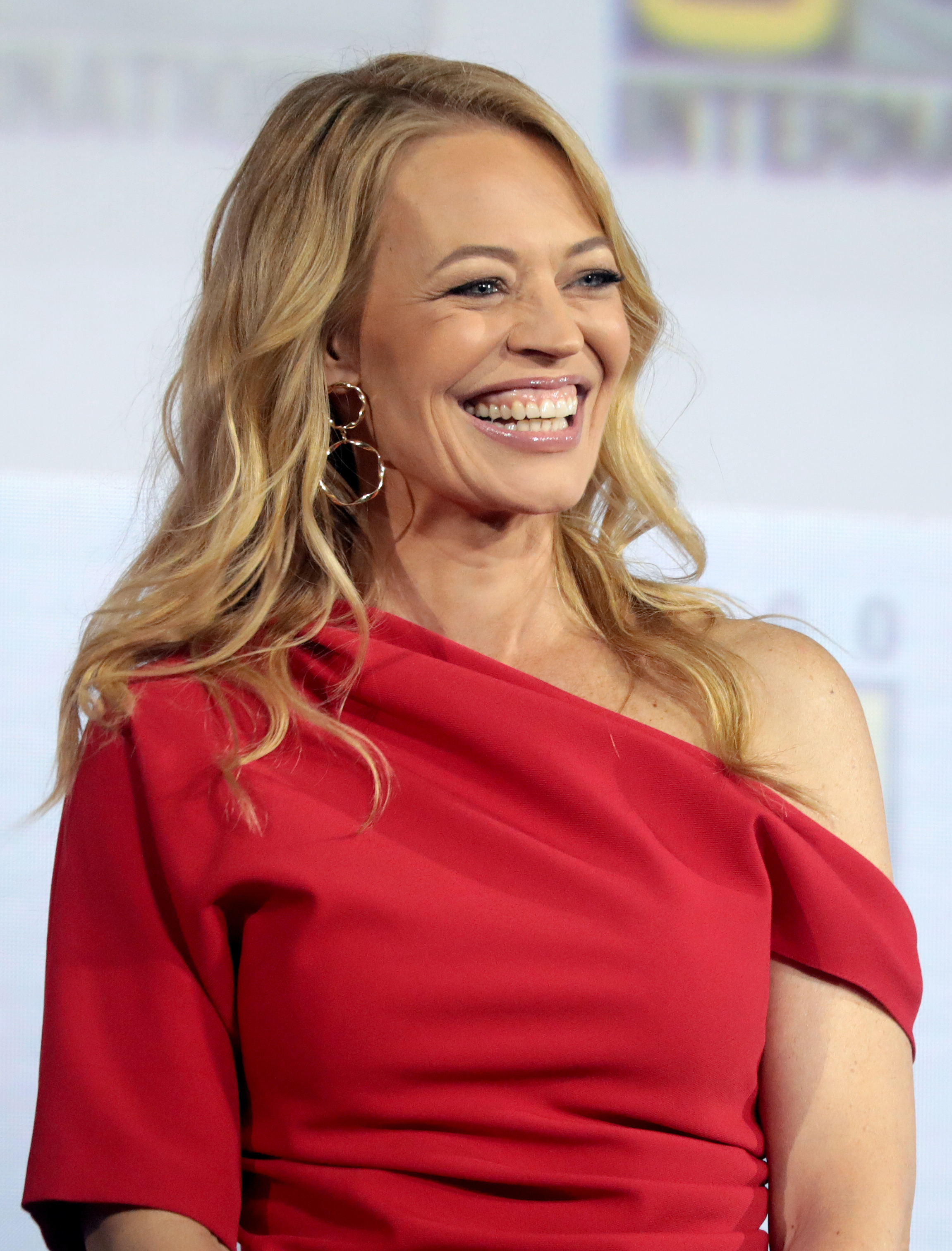
Jeri Ryan, interprete di Sette di Nove

La serie, uscita nel gennaio 2020, è ambientata alla fine del XXIV secolo e segue nuovamente le vicende dell'ex ammiraglio Jean-Luc Picard diversi anni dopo il suo ritiro dalla Flotta Stellare. Assieme a Patrick Stewart tornano alcuni attori di altre serie del franchise con i loro personaggi, come Brent Spiner (Data/B-4), Jonathan Frakes (William Riker), Marina Sirtis (Deanna Troi) e Jeri Ryan (Sette di Nove).
La serie è stata anticipata dal cortometraggio Children of Mars, pubblicato nel gennaio 2020 come parte della seconda stagione della serie antologica Star Trek: Short Treks. L'episodio, ambientato 15 anni prima della serie televisiva, rappresenta una sorta di teaser trailer della serie stessa. Il cortometraggio è contenuto nel cofanetto dell'edizione home video della prima stagione della serie Picard.
La serie ha talmente entusiasmato i fan del franchise che è stato chiesto allo showrunner Terry Matalas di creare uno spin-off basato sul finale aperto della terza stagione, con l'Enterprise G capitanata da Sette di Nove, suggerendone addirittura il titolo (Star Trek: Legacy). Successivamente, Matalas ha confermato di essere assolutamente disponibile e di aver scritto il pilota della serie, ma di non avere ancora ricevuto conferme da Paramount+. Il fandom del franchise ha nel frattempo aperto una campagna (Letters for Legacy) per convincere l'azienda a produrre la serie, inviando lettere cartacee: a metà 2025 la campagna ha raccolto più di sessantacinquemila firme.

#### Star Trek: Lower Decks

Logo di Star Trek: Lower Decks

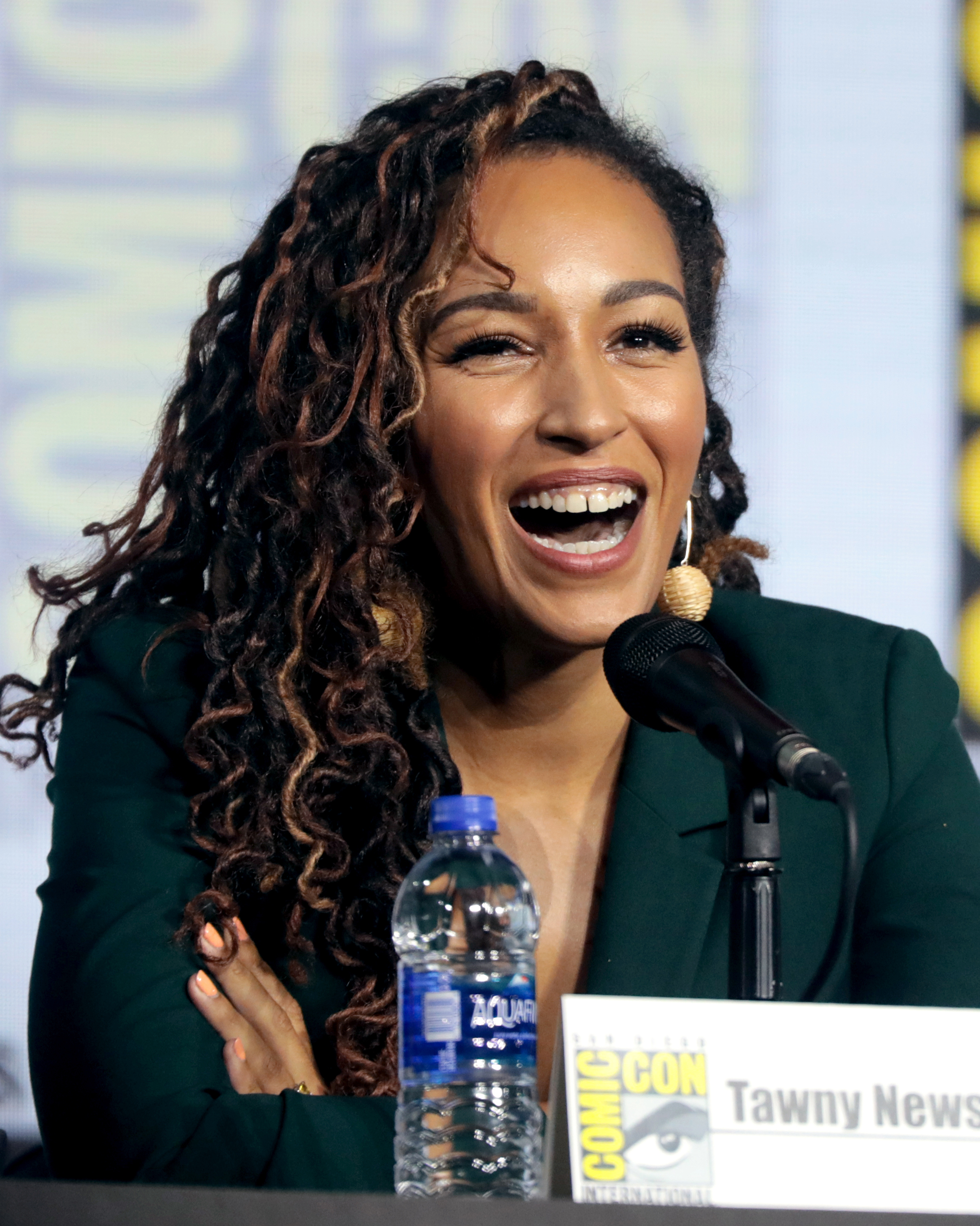
Tawny Newsome, interprete originale di Beckett Mariner

È una serie televisiva di fantascienza a cartoni animati ambientata nel XXIV secolo, nell'era di The Next Generation. È la seconda serie animata del franchise, dopo Star Trek del 1973, la nona serie, comprese anche le serie live action, o la decima, se si conta anche la serie antologica di cortometraggi Star Trek: Short Treks. È composta da 10 episodi trasmessi nel 2020 da CBS All Access. In italiano è stata trasmessa su Amazon Prime Video a partire dal 22 gennaio 2021.
La produzione della serie inizia nel giugno del 2018, quando Mike McMahan si unisce allo staff in qualità di creatore e showrunner entro ottobre, quando la serie viene ordinata per due stagioni da All Access. Lo studio di animazione Titmouse inizia a lavorare alla serie il febbraio seguente, mentre il cast principale viene annunciato nel luglio del 2019. La produzione delle prime due stagioni è slittata a marzo 2020 a causa della pandemia di COVID-19.
Una terza stagione è stata ordinata nell'aprile 2021, mentre l'anno dopo viene annunciata la quarta. Nel 2023 va in onda la quarta stagione e viene annunciata una quinta che viene successivamente confermata come ultima.

#### Star Trek: Prodigy

Logo di Star Trek: Prodigy

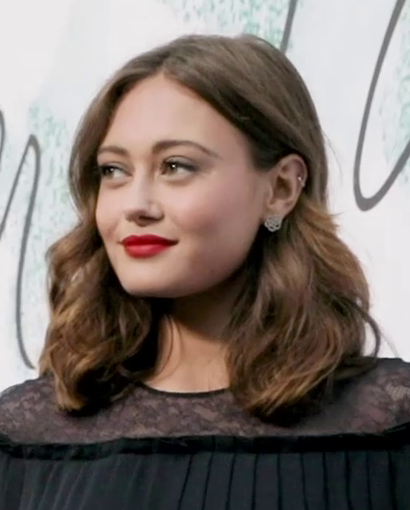
Ella Purnell, voce originale di Gwyndala

Serie televisiva di fantascienza a cartoni animati ambientata nel XXIV secolo, nell'era di The Next Generation. La serie è stata creata da Kevin e Dan Hageman per il canale in streaming Paramount+ e la tv via cavo Nickelodeon. La serie è stata prodotta come parte del cosiddetto "universo espanso" di Star Trek ideato dal produttore Alex Kurtzman. Prodigy racconta le avventure di un gruppo di adolescenti che utilizzano un'astronave abbandonata in cerca di avventure.
Kate Mulgrew riprende il ruolo di Kathryn Janeway, che aveva già avuto in Star Trek: Voyager. Rylee Alazraqui, Brett Gray, Angus Imrie, Jason Mantzoukas, Ella Purnell, Dee Bradley Baker, John Noble e Jimmi Simpson sono gli altri interpreti della serie. Kurtzman ha fatto il nome della serie per la prima volta nel 2019, confermandola un mese dopo. I fratelli Hageman sono stati assunti con il ruolo di creatori e showrunner della serie. Nickelodeon ha ordinato due stagioni di Prodigy nell'aprile del 2020. La serie utilizza animazione in computer grafica, a differenza delle precedenti serie animate, Star Trek e Star Trek: Lower Decks. La serie è rivolta a un pubblico di ragazzi, a differenza del resto del franchise. Ben Hibon è stato annunciato come regista della serie nell'agosto del 2020 e nel febbraio 2021 è stato rivelato che la serie avrebbe debuttato su Paramount+ prima di venire trasmessa da Nickelodeon.
La prima stagione composta da dieci episodi di Star Trek: Prodigy è stata pubblicata a partire dal 28 ottobre 2021 su Paramount+ e il 17 dicembre 2021 su Nickelodeon. Prodigy è stata cancellata da Paramount+ nel giugno 2023 ma è stata ripresa da Netflix e una nuova stagione va in onda, sempre su Netflix, dal 1º luglio 2024. Gli episodi della prima stagione sono disponibili su Netflix dal 25 dicembre 2023.

#### Star Trek: Strange New Worlds

Logo di Star Trek: Strange New Worlds

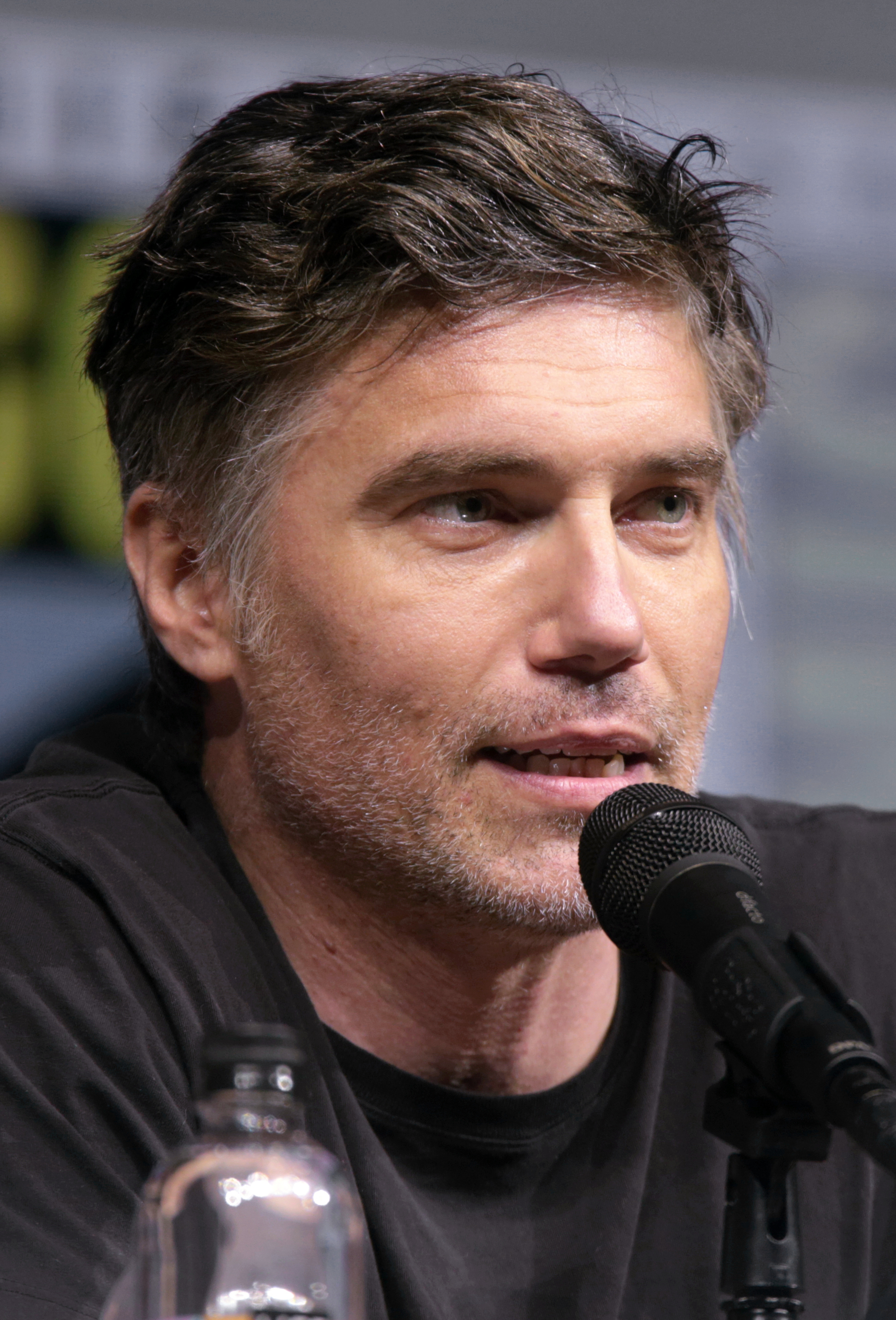
Anson Mount, interprete del capitano Christopher Pike

Annunciato a maggio 2020, Star Trek: Strange New Worlds rappresenta i primi giorni dell'USS Enterprise e ha come protagonisti gli attori di Star Trek: Discovery Anson Mount, Ethan Peck e Rebecca Romijn che riprendono i ruoli rispettivamente di Pike, Spock e Numero Uno, soprannome del Primo Ufficiale dell'astronave Una Chin-Riley. Questi personaggi sono apparsi per la prima volta nell'originale pilota della serie classica Lo zoo di Talos.
Il creatore Akiva Goldsman vuole che lo show utilizzi un formato a episodi auto-conclusivi simile proprio alla serie classica e a The Next Generation. La serie è pubblicata su Paramount+ dal 5 maggio 2022. A giugno 2020, Jonathan Frakes ha confermato che gli era stato chiesto di tornare come regista per la serie.
La serie è stata anticipata da tre cortometraggi della seconda stagione della serie antologica Star Trek: Short Treks, pubblicati tra ottobre e novembre del 2019, ovvero: Q&A, The Trouble with Edward e Ask Not, che fungono da sorta di anticipazione.
Viene annunciato che una seconda stagione della serie sarebbe entrata in produzione già nel novembre 2021, cosa confermata dal regista Jonathan Frakes un mese dopo. A marzo 2023, poco prima della messa in onda della seconda stagione, viene annunciata anche la terza. Il 12 aprile 2024 viene annunciata la quarta stagione; nel giugno 2025 la quinta e ultima stagione.

#### Star Trek: Starfleet Academy

Logo di Starfleet Academy

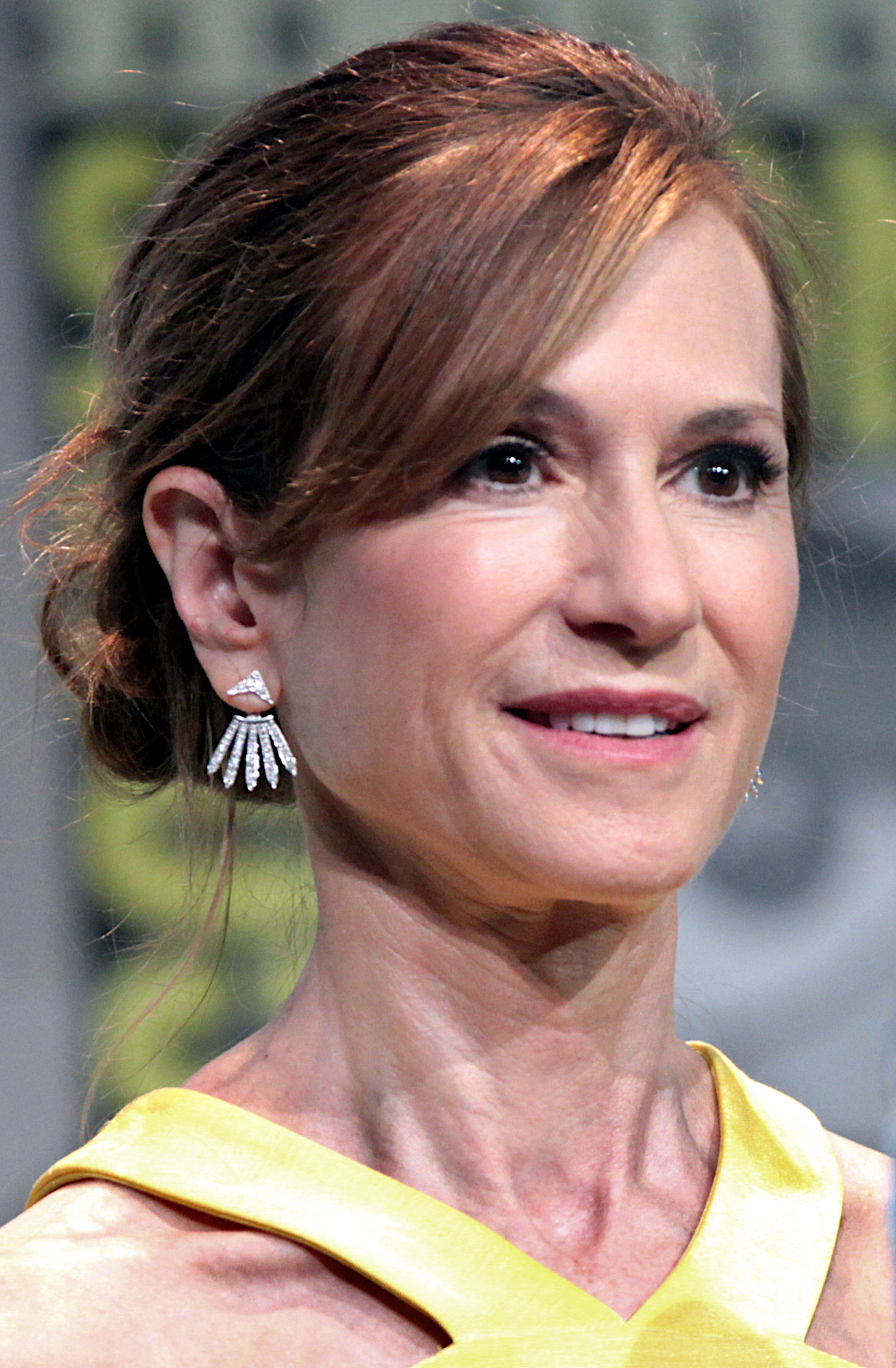
Holly Hunter, interprete del capitano Nahla Ake

Il 30 marzo 2023 viene ufficialmente annunciata la messa in produzione di una nuova serie, intitolata Star Trek: Starfleet Academy, che racconterà le avventure di un gruppo di cadetti dell'Accademia della Flotta Stellare e che sarà trasmessa da Paramount+. La nuova serie è ideata da Alex Kurtzman, principale ideatore e showrunner della nuova fase del franchise iniziata nel 2017 con Star Trek: Discovery, e da Gaia Violo, già ideatrice della serie Absentia e qui autrice del primo episodio della serie; la co-ideatrice di Nancy Drew Noga Landau viene scelta come showruunner assieme a Kurtzman; il team di sceneggiatori/trici comprende inoltre, oltre a Violo, Tawny Newsome, doppiatrice di Beckett Mariner nella serie animata Star Trek: Lower Decks e interprete della stessa Mariner in una puntata di Strange New Worlds. L'11 marzo 2024 Kurtzman ha rivelato che la prima stagione della serie sarà composta da dieci episodi che saranno pubblicati nel 2026. In un'altra intervista, l'attore Doug Jones, interprete di Saru, si è fatto sfuggire che Starfleet Academy sarebbe stata ambientata nel XXXII secolo, ossia ai tempi delle ultime tre stagioni di Discovery; la notizia è stata successivamente confermata da Kurtzman. Nel giugno 2024 sono annunciati nel cast Paul Giamatti (fan del franchise) e Holly Hunter. Successivamente vengono annunciati Mary Wiseman, Tig Notaro e Oded Fehr (appartenenti al cast di Discovery) e Robert Picardo (Voyager, Prodigy). La serie viene messa in produzione il 26 agosto 2024. Nell'ottobre 2024 viene annunciata una seconda stagione. Il 26 luglio 2025 viene pubblicato il trailer ufficiale.

## Film
Le pellicole cinematografiche di Star Trek sono quattordici, prodotte dal 1979 al 2025. Il cast protagonista dei primi sei film è quello della serie classica, capitanato da Kirk. Nei quattro film successivi l'equipaggio di Kirk lascia posto a quello della Next Generation comandato da Picard. Il settimo film, Generazioni, costituisce l'anello di congiunzione tra i due differenti cast e li vede entrambi presenti.
Sei dei film (il primo, il quarto, il sesto, l'ottavo, l'undicesimo e il dodicesimo) hanno ricevuto nel complesso 15 candidature ai premi Oscar, ma solo l'undicesima pellicola, del 2009, è riuscita ad aggiudicarsi il premio al miglior trucco. Il dodicesimo film è quello che ha realizzato maggiori incassi al cinema (superando il film del 2009 e il primo film del 1979); quello che ha guadagnato di meno al botteghino è invece il decimo, La nemesi.
Per quattro film (precisamente il quarto, il sesto, il settimo e l'ottavo) nel titolo italiano è stato tolto il riferimento a Star Trek che invece era presente nel titolo originale. Fu una scelta occasionale del distributore italiano, che aveva come finalità quella di avvicinare il pubblico non appassionato alla serie, scelta che tuttavia nelle pellicole seguenti venne accantonata.
Star Trek V - L'ultima frontiera è l'unica pellicola a non essere stata distribuita al cinema in Italia (dato che negli Stati Uniti aveva registrato un successo di pubblico inferiore alle aspettative), ma solo trasmessa in televisione e distribuita nel circuito dell'home video.
Questi i titoli (all'epoca della loro uscita nelle sale cinematografiche) dei tredici film prodotti in ordine cronologico di distribuzione:
| Film                                  | Data di uscita USA  | Regia               | Sceneggiatura                                              | Produttori                                                            |
| The Original Series                   | The Original Series | The Original Series | The Original Series                                        | The Original Series                                                   |
| ------------------------------------- | ------------------- | ------------------- | ---------------------------------------------------------- | --------------------------------------------------------------------- |
| Star Trek                             | 7 dicembre 1979     | Robert Wise         | Harold Livingston                                          | Gene Roddenberry                                                      |
| Star Trek II - L'ira di Khan          | 4 giugno 1982       | Nicholas Meyer      | Jack B. Sowards                                            | Robert Sallin                                                         |
| Star Trek III - Alla ricerca di Spock | 1º giugno 1984      | Leonard Nimoy       | Harve Bennett                                              | Harve Bennett                                                         |
| Rotta verso la Terra                  | 26 novembre 1986    | Leonard Nimoy       | Steve Meerson, Peter Krikes, Nicholas Meyer, Harve Bennett | Harve Bennett                                                         |
| Star Trek V - L'ultima frontiera      | 9 giugno 1989       | William Shatner     | David Loughery                                             | Harve Bennett                                                         |
| Rotta verso l'ignoto                  | 6 dicembre 1991     | Nicholas Meyer      | Nicholas Meyer, Denny Martin Flinn                         | Ralph Winter, Steven-Charles Jaffe                                    |
| The Next Generation                   |                     |                     |                                                            |                                                                       |
| Generazioni                           | 18 novembre 1994    | David Carson        | Ronald D. Moore, Brannon Braga                             | Rick Berman                                                           |
| Primo contatto                        | 22 novembre 1996    | Jonathan Frakes     | Ronald D. Moore, Brannon Braga                             | Rick Berman                                                           |
| Star Trek - L'insurrezione            | 11 dicembre 1998    | Jonathan Frakes     | Michael Piller                                             | Rick Berman                                                           |
| Star Trek - La nemesi                 | 13 dicembre 2002    | Stuart Baird        | John Logan                                                 | Rick Berman                                                           |
| Kelvin Timeline                       |                     |                     |                                                            |                                                                       |
| Star Trek                             | 8 maggio 2009       | J. J. Abrams        | Roberto Orci, Alex Kurtzman                                | J. J. Abrams, Damon Lindelof                                          |
| Into Darkness - Star Trek             | 17 maggio 2013      | J. J. Abrams        | Roberto Orci, Alex Kurtzman, Damon Lindelof                | J. J. Abrams, Bryan Burk, Damon Lindelof, Alex Kurtzman, Roberto Orci |
| Star Trek Beyond                      | 22 luglio 2016      | Justin Lin          | Simon Pegg, Doug Jung                                      | J. J. Abrams, Roberto Orci, Lindsey Weber, Justin Lin                 |
| Expanded Universe                     |                     |                     |                                                            |                                                                       |
| Star Trek: Section 31                 | 24 gennaio 2025     | Olatunde Osunsanmi  | Craig Sweeny                                               | Ted Miller, Dana N. Wilson                                            |

### Kelvin Timeline

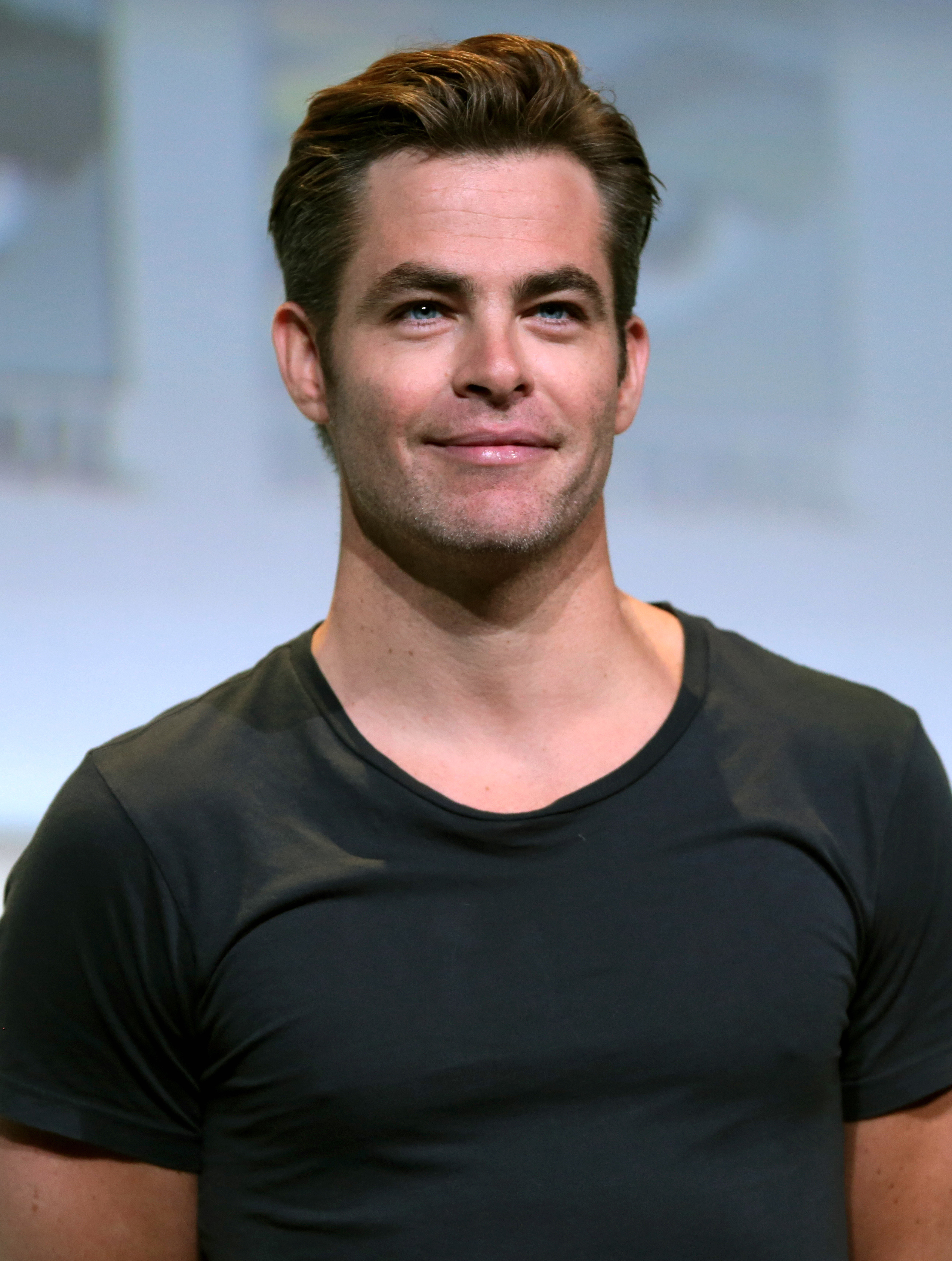
Chris Pine ha il ruolo del giovane capitano James T. Kirk dalla trilogia reboot cinematografica

L'undicesimo, il dodicesimo e il tredicesimo film, del 2009, 2013 e 2016, rappresentano un reboot della serie classica ambientati in una nuova linea temporale, con un cast completamente rinnovato (tranne Leonard Nimoy che interpretò nei primi due film un cameo nei panni di uno Spock anziano). Questa nuova linea temporale è stata denominata nel 2016 dalla CBS «Kelvin Timeline», traendo spunto dal nome della nave USS Kelvin, che viene attaccata e distrutta nella scena iniziale del primo film. In precedenza la serie di film ambientati in questa linea temporale era chiamata "serie reboot".

### Section 31

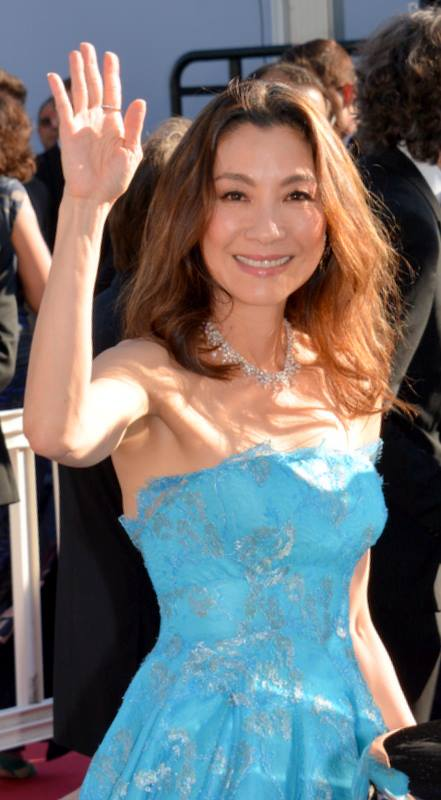
Michelle Yeoh, interprete di Philippa Georgiou

Uno spin-off della serie Discovery, dopo Strange New Worlds, era inizialmente previsto come nuova serie televisiva con il titolo di Star Trek: Section 31. La serie era prevista esordire con l'episodio pilota prima dello scoppio della Pandemia di COVID-19, ma il suo inizio è stato rimandato più volte. Creatore della serie avrebbe dovuto essere Akiva Goldsman, già co-creatore di Star Trek: Picard.
Nell'aprile 2023 Paramount+ ha annunciato che al posto della serie sarebbe stato realizzato un lungometraggio, scritto dal produttore Craig Sweeny e diretto dal produttore esecutivo di Discovery Olatunde Osunsanmi, con il medesimo cast previsto per la serie. La trama è ambientata dieci anni prima della serie classica e vede al centro dell'intreccio l'agenzia di intelligence della Flotta Stellare chiamata Sezione 31. Protagonista è il Premio Oscar Michelle Yeoh, già interprete nella serie Discovery dell'Imperatrice della Terra nell'universo dello specchio, Philippa Georgiou, divenuta successivamente un'agente della Sezione 31. Yeoh descrive il film come «Mission Impossible che incontra i Guardiani della Galassia». Altro attore che avrebbe dovuto ritornare nella serie, anch'esso già presente in Discovery, è Shazad Latif (che nella serie interpretava Ash Tyler, in realtà il Klingon Voq biologicamente modificato), ma successivamente la sua partecipazione al film è stata esclusa. Il cast comprende inoltre: Omari Hardwick, Kacey Rohl (che interpreta Rachel Garrett, la futura capitana dell'Enterprise C), Sam Richardson, Sven Ruygrok, Robert Kazinsky, Humberly González e James Hiroyuki Liao. Le riprese del film sono state effettuate fra il 29 gennaio e il 21 marzo 2024. Section 31 è pubblicato globalmente sulla piattaforma Paramount+ dal 24 gennaio 2025.

### Progetti mai realizzati
Nei primi anni settanta, sull'onda del successo di cui godeva la serie, si decise di produrre due pellicole, intitolate Star Trek: Planet of the Titans e Star Trek: The God Thing che però non videro mai la luce. La prima di queste, diretta da Philip Kaufman, avrebbe narrato l'incontro dell'equipaggio dell'Enterprise con un'antica navicella aliena. In The God Thing, Spock intercetta un'entità aliena proveniente da un'altra dimensione e che afferma di essere Dio in persona. Sebbene non venne mai trasmesso, la sceneggiatura di The God Thing ispirò quella del film Star Trek del 1979.

## Opere derivate

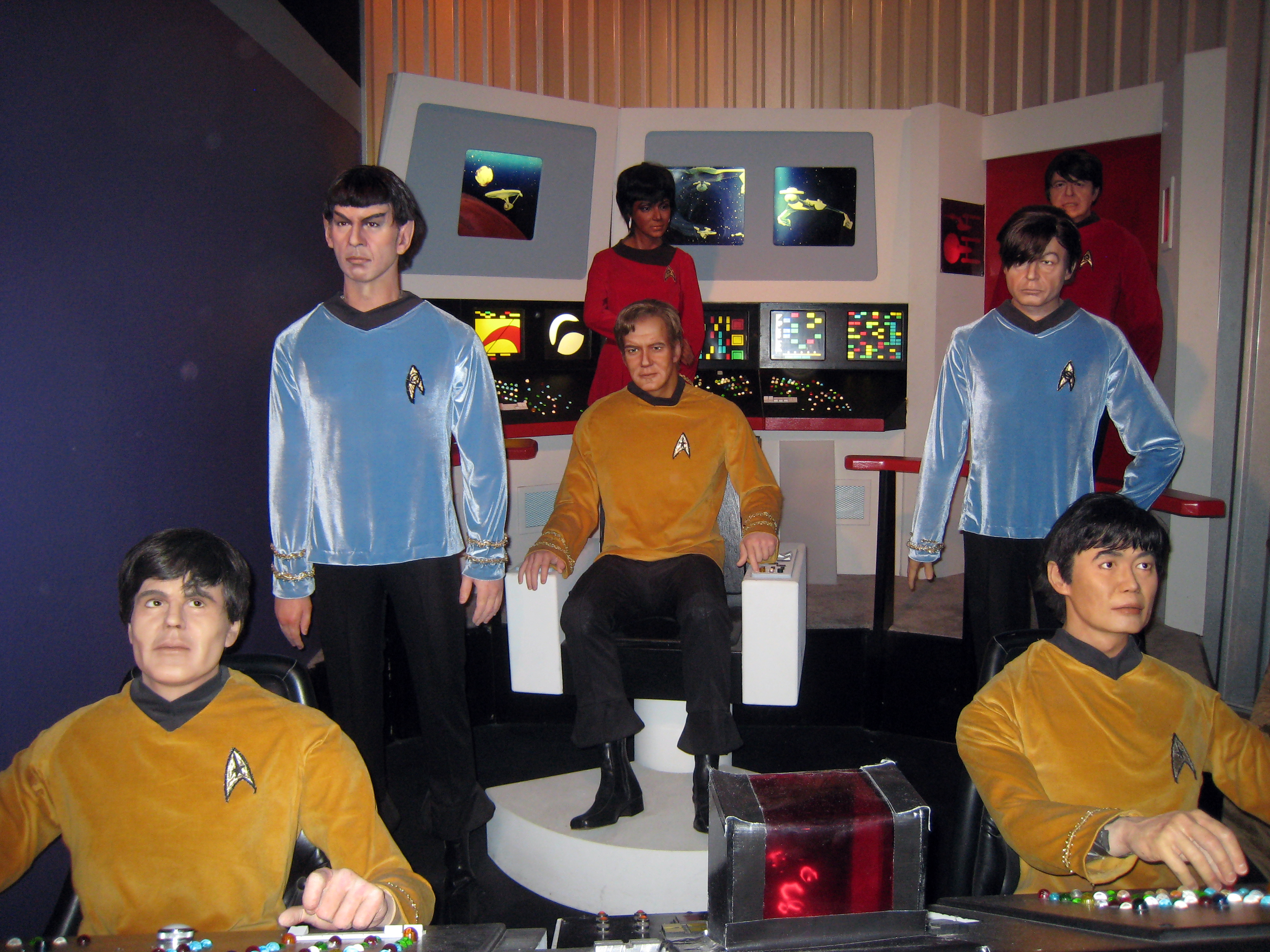
La plancia dell'Enterprise con l'equipaggio (ambientazione in un museo delle cere)

### Romanzi
Sono state pubblicate otto serie diverse di romanzi ambientate nell'universo di Star Trek, di cui una settantina di titoli circa è stata tradotta in italiano al 2015. Le vicende narrate nei romanzi non rientrano nel canone di Star Trek (non sono vincolanti per le serie televisive e i film). Alcuni dei libri vedono come autori degli attori dei telefilm (in particolare William Shatner). Quattro serie di romanzi sono originali, non sono cioè basate su una serie televisiva. La maggior parte dei romanzi è anche disponibile in lingua originale come audiolibri e molti di essi sono letti da alcuni degli attori delle serie.
Tra le serie di romanzi principali vi sono:
- Star Trek - The Original Series[141]
- Star Trek - The Next Generation[142]
- Star Trek - Deep Space Nine[143]
- Star Trek - Voyager[144]
- Star Trek - Enterprise[145]
- Star Trek - New Frontier[146]
- Star Trek - Starfleet Corps of Engineers[147]
- Star Trek - Stargazer[148]
- Star Trek - Titan[149]

Nel 1967 la Bantam Books pubblicò inoltre la versione romanzata da James Blish delle sceneggiature dei telefilm della serie originale in una serie di volumetti, nello stesso ordine cronologico delle trasmissioni. Di questa serie venne pubblicata una fedele (anche se non completa) edizione italiana dal 1978 al 1979 dalla Mondadori, dal titolo Star Trek - La pista delle stelle; ogni volumetto pubblicava a cadenza mensile 4-5 episodi della serie.

### Giochi e videogiochi

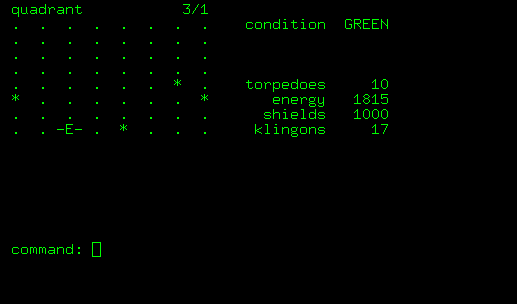
Schermata gioco di solo testo di Star Trek (1971), uno dei primi popolari giochi per computer

Numerosi giochi sono stati ispirati o ricavati dalla saga di Star Trek. Tra questi gli scacchi tridimensionali, anche se inventati nell'Ottocento, hanno raggiunto una certa popolarità con la serie classica. Anche per quanto riguarda i videogiochi, Star Trek conta uno dei primi giochi a essere sviluppati: negli anni settanta fu popolare un gioco testuale chiamato Star Trek (1971) scritto in BASIC che girava su minicomputer.
I giochi di ruolo su Star Trek si distinguono in molte tipologie. Si va dal gioco di ruolo dal vivo (generalmente su tavola) al videogioco fino al gioco di ruolo online tramite forum o chat.

### Fanfiction
Sull'esempio delle serie televisive sono state realizzate dai fan varie produzioni audiovisive amatoriali, nate per essere diffuse principalmente sul Web, come le serie  Phase II (già nota come Star Trek: New Voyages) del 2004, Star Trek: Hidden Frontier con 50 episodi e 7 stagioni (2000-2007), Star Trek Continues (dal 2012) e la miniserie Star Trek: Of Gods and Men (2007); non mancano le parodie, tra cui spicca Star Wreck (dal 1992), di produzione finlandese: il film Star Wreck: In the Pirkinning (2005) è stato trasmesso sulla tv nazionale finlandese Yle TV2.
Nel 2020 è stato pubblicato un lungometraggio amatoriale – Star Trek: First Frontier, scritto da Lauren Hope Williams e diretto da Kenneth Smith – che racconta il varo della USS Enterprise sotto il comando di Robert April.

## Sigle e abbreviazioni nelfandom
I titoli di tutte le serie e di tutti i film ufficiali del franchise di Star Trek, vengono spesso abbreviati nel fandom (ma anche in pubblicazioni al di fuori di esso) con delle sigle convenzionali internazionalmente adottate per riconoscere in modo univoco ogni opera che lo compongono. Questo anche per ovviare a omonimie come ad esempio la serie classica, la serie animata, il film del 1979 e il film del 2009, che usano tutti e quattro lo stesso titolo, Star Trek, appunto. Le sigle e le abbreviazioni comunemente adottate sono:
Le serie televisive: serie classica
- Star Trek (1966-1969): TOS (in inglese The Original Series), The Original Series, "serie classica" o "serie originale".[158]
- Star Trek (1973-1974): TAS (in inglese The Animated Series), The Animated Series o "serie animata".[158]

Le serie televisive: The Next Generation/Enterprise
- Star Trek: The Next Generation (1987-1994): TNG, Next Gen o The Next Generation.[158]
- Star Trek: Deep Space Nine (1993-1999): DS9, DSN o Deep Space Nine.[158]
- Star Trek: Voyager (1995-2001): VOY o Voyager.[158]
- Star Trek: Enterprise (2001-2005): ENT o Enterprise[N 11][158]

Le serie televisive: Expanded Universe
- Star Trek: Discovery (2017-2024): DIS,[159] DSC[160] o Discovery.
- Star Trek: Short Treks (2018-2020): ST o STST o Short Treks.[161]
- Star Trek: Picard (2018-2023): PIC[162] o Picard.
- Star Trek: Lower Decks (2020-2024): LD, LDS, LWD[163] o Lower Decks.
- Star Trek: Strange New Worlds (2022-in produzione): SNW[164] o Strange New Worlds.
- Star Trek: Prodigy (2021-2024): PRO[165] o Prodigy.
- Star Trek: Starfleet Academy (2026)

I film: serie classica
- Star Trek (Star Trek: The Motion Picture, 1979): TMP (in inglese The Motion Picture), ST I o Star Trek I.[158]
- Star Trek II - L'ira di Khan (Star Trek II: The Wrath of Khan, 1982): TWOK (in inglese The Wrath of Khan), ST II o Star Trek II.[158]
- Star Trek III - Alla ricerca di Spock (Star Trek II: The Search for Spock, 1984): TSFS (in inglese The Search for Spock), ST III o Star Trek III.[158]
- Rotta verso la Terra (Star Trek IV: The Voyage Home, 1986): TVH (in inglese The Voyage Home), ST IV o Star Trek IV.[158]
- Star Trek V - L'ultima frontiera (Star Trek V: The Final Frontier, 1989): TFF (in inglese The Final Frontier), ST V o Star Trek V.[158]
- Rotta verso l'ignoto (Star Trek VI: The Undiscovered Country, 1991): TUC (in inglese The Undiscovered Country), ST VI o Star Trek VI.[158]

I film: The Next Generation
- Generazioni (film) (Star Trek: Generations, 1994): GEN (in inglese Generations), ST VII o Star Trek VII.[158]
- Primo contatto (Star Trek: First Contact, 1996): FC (in inglese First Contact), ST VIII o Star Trek VIII.[158]
- Star Trek - L'insurrezione (Star Trek: Insurrection, 1998), INS (in inglese Insurrection), ST IX o Star Trek IX.[158]
- Star Trek - La nemesi (Star Trek: Nemesis, 2002): NEM (in inglese Nemesis), ST X o Star Trek X.[158]

I film: Kelvin Timeline
- Star Trek o Star Trek - L'inizio (Star Trek, 2009): ST XI o Star Trek XI.
- Into Darkness - Star Trek (Star Trek Into Darkness, 2013): STID, ST XII o Star Trek XII.
- Star Trek Beyond (idem, 2016): ST XIII o Star Trek XIII.

I film: Expanded Universe
- Star Trek: Section 31 (2025)

Altro
- AGT (in inglese All Good Things): indica l'ultimo doppio episodio di The Next Generation, Ieri, oggi, domani (prima parte) e Ieri, oggi, domani (seconda parte).[158]
- ST (Star Trek): indica generalmente il franchise.[158]
- STOGaM, acronimo con cui si fa riferimento alla miniserie fanfiction Star Trek: Of Gods and Men.[166][167]
- TPTB (in inglese The Powers That Be, "I Poteri Forti"): indica la Paramount Pictures.[158]
- WNMHGB (in inglese Where No Man Has Gone Before): indica il secondo pilota della serie classica, Oltre la galassia.[158]
- YATI (in inglese Yet Another Trek Inconsistency, "ancora un'altra incongruenza/contraddizione dell'universo Trek"): indica le incongruenze di un'opera o di un episodio del franchise.[158]

## Universo fantascientifico

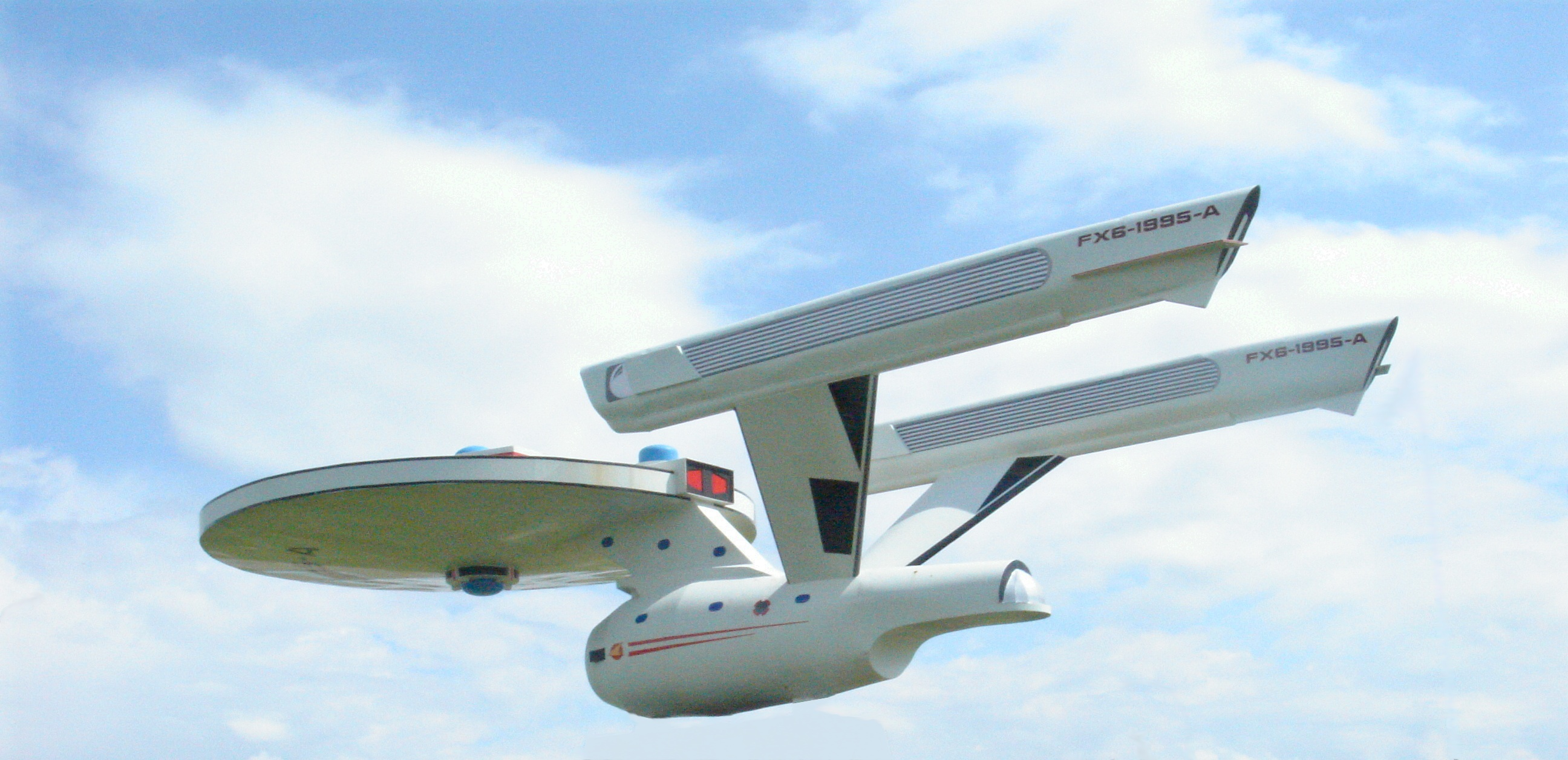
L'astronave Vulcan FX6-1995-A, imitazione della USS Enterprise (NCC-1701) e della NCC-1701-A, a Vulcan, in Alberta, Canada

Quello di Star Trek, arricchitosi nel corso del tempo, è diventato uno dei più dettagliati e complessi universi immaginari di tutta la fantascienza. È un futuro ottimistico (seppure ambientato dopo una devastante terza guerra mondiale) con tratti utopici in cui l'umanità ha raggiunto le stelle, unendosi con altre specie a formare una Federazione dei pianeti uniti e risolvendo tutti i maggiori problemi che assillano il pianeta Terra (fame, sovrappopolazione, discriminazioni etniche, divisioni politiche e guerre, fonti di energia ed equilibrio ambientale). Si suppone che questo sia potuto avvenire grazie anche agli stimoli sociali e culturali derivanti dal contatto con civiltà extraterrestri, più progredite non solo dal punto di vista tecnologico ma, non di rado, anche etico e sociale.
Seppure nel contesto "leggero" di un programma televisivo di intrattenimento, gli autori in molti episodi hanno affrontato vari temi rilevanti dal punto di vista sociale, politico, etico e filosofico, trasportandoli in un'ambientazione fantastica che ne rende più accettabile la trattazione al grande pubblico. Il teorico della fantascienza e dei media Alan N. Shapiro ha affermato che «i principi base di Star Trek sono una summa della filosofia, della letteratura, delle teorie politiche e scientifiche degli ultimi 250 anni a partire dalle rivoluzioni francesi e americane», definendo Star Trek «l'erede e il protettore delle nostre migliori tradizioni intellettuali e dei nostri tesori culturali».

### Tecnologia

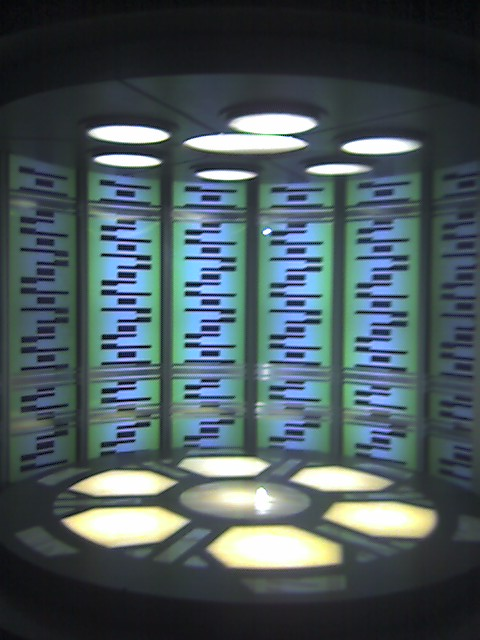
Il teletrasporto della USS Enterprise D

L'immagine che gli spettatori hanno dell'universo di Star Trek è inscindibilmente legata a un avanzato sviluppo tecnologico. Il divario tecnologico è peraltro uno degli aspetti che più spesso emerge negli episodi di Star Trek.
Le tecnologie di Star Trek (o "treknologie", come sono state definite con un neologismo) non smettono di stupire lo spettatore, anche quando, con decenni di distanza dalla prima serie, sono divenute realtà.
Star Trek ha anticipato semplici innovazioni come le porte automatiche e di circa quarant'anni molti oggetti tecnologici che solamente in seguito sono diventati di uso quotidiano come i minidischi, i telefoni satellitari (comunicatori della serie classica), i computer palmari e tablet PC (i PADD - Personal Access Display Device, D-Pad nella traduzione italiana), l'assistente vocale, i monitor biomedici, il traduttore universale.
La serie ha inoltre introdotto nell'immaginario collettivo numerose altre possibilità futuristiche che sono oggetto di ricerche scientifiche come il teletrasporto quantistico, i viaggi più veloci della luce e nel tempo.
Ciò che rende possibili alla nave stellare Enterprise le sue avventure in sistemi stellari sconosciuti è la propulsione a curvatura (warp drive), la quale – aggirando i limiti imposti da Einstein nella teoria della relatività – permette di percorrere distanze superiori a quelle percorse dalla luce nello stesso tempo (velocità superiore a quella della luce). Il principio di base è quello della curvatura dello spazio: se nessun corpo può superare la velocità della luce, le navi stellari in Star Trek sono circondate da un campo (una "bolla di curvatura", appunto) che comprime lo spazio davanti al vascello, accorciandone il tragitto, per poi espanderlo di nuovo al suo passaggio, come fosse un elastico; in questo modo viene aggirata la teoria della relatività di Einstein, grazie alla curvatura dello spazio circostante.
Il meccanismo che sta alla base della propulsione a curvatura è il motore a curvatura, alimentato dall'energia prodotta da un nucleo materia-antimateria, che genera il campo curvatura attraverso due protuberanze cilindriche, tipiche delle navi spaziali dell'universo di Star Trek, chiamate «gondole».
Le navi, inoltre, possono generare energia controllata per scopi passivi, ovvero campi di energia per la protezione da particelle di materia vagante (deflettori) e per scopo difensivo (scudi), o per scopi attivi, ovvero raggi distruttivi di energia ad altissima potenza (phaser) e "raggi traenti" in grado di trascinare oggetti nello spazio senza un vincolo fisico.
Una delle tecnologie-simbolo di Star Trek è il teletrasporto, un sistema di trasferimento istantaneo di materia, usato generalmente per trasferire membri dell'equipaggio e/o equipaggiamento dall'apposita sala teletrasporto della nave alla superficie di un pianeta e viceversa. In Star Trek: Enterprise, il teletrasporto è rivelato essere ancora oggetto di discussioni, sia tecniche sia filosofiche, sulla natura dell'essere vivente una volta trasportato. Il teletrasporto rende superfluo l'atterraggio dell'astronave.
Il ponte ologrammi (introdotto con la Next Generation seppure visto in precedenza in un episodio della serie animata e da allora presente nelle serie successive) è una sala in cui i membri dell'equipaggio delle navi della Flotta possono entrare in simulazioni di realtà virtuale immersiva. Gli ologrammi sono solidi, grazie all'interazione di luce e campi di forza, e in grado di ingannare i cinque sensi. Il "replicatore", introdotto già nella serie classica, è basato sulla stessa tecnologia del teletrasporto e consente la replicazione di qualsiasi oggetto inanimato con incredibile fedeltà, trasformando a livello molecolare la materia grezza inerte (solitamente recuperata dal riciclaggio dei rifiuti) nell'oggetto o sostanza desiderati, principalmente cibo, vestiario, attrezzi e pezzi di ricambio.
I pannelli dei parametri vitali sui letti dell'infermeria dell'Enterprise, che appaiono sin dalla prima serie, non avevano riscontro nelle attrezzature mediche dell'epoca e sono stati una intuizione degli ideatori del telefilm. Monitor simili sono divenuti di uso comune in ogni reparto di terapia intensiva. Lo stesso può dirsi per i vari dispositivi informatici mobili, cui i moderni smartphone assomigliano molto, per lo meno per le funzioni meno avanzate. Degni di nota sono pure il tricorder, una sorta di analizzatore multisensore portatile, e le siringhe a nebulazione intracutanea di sostanze medicali che evitano fori sulla pelle del paziente.

### Specie extraterrestri

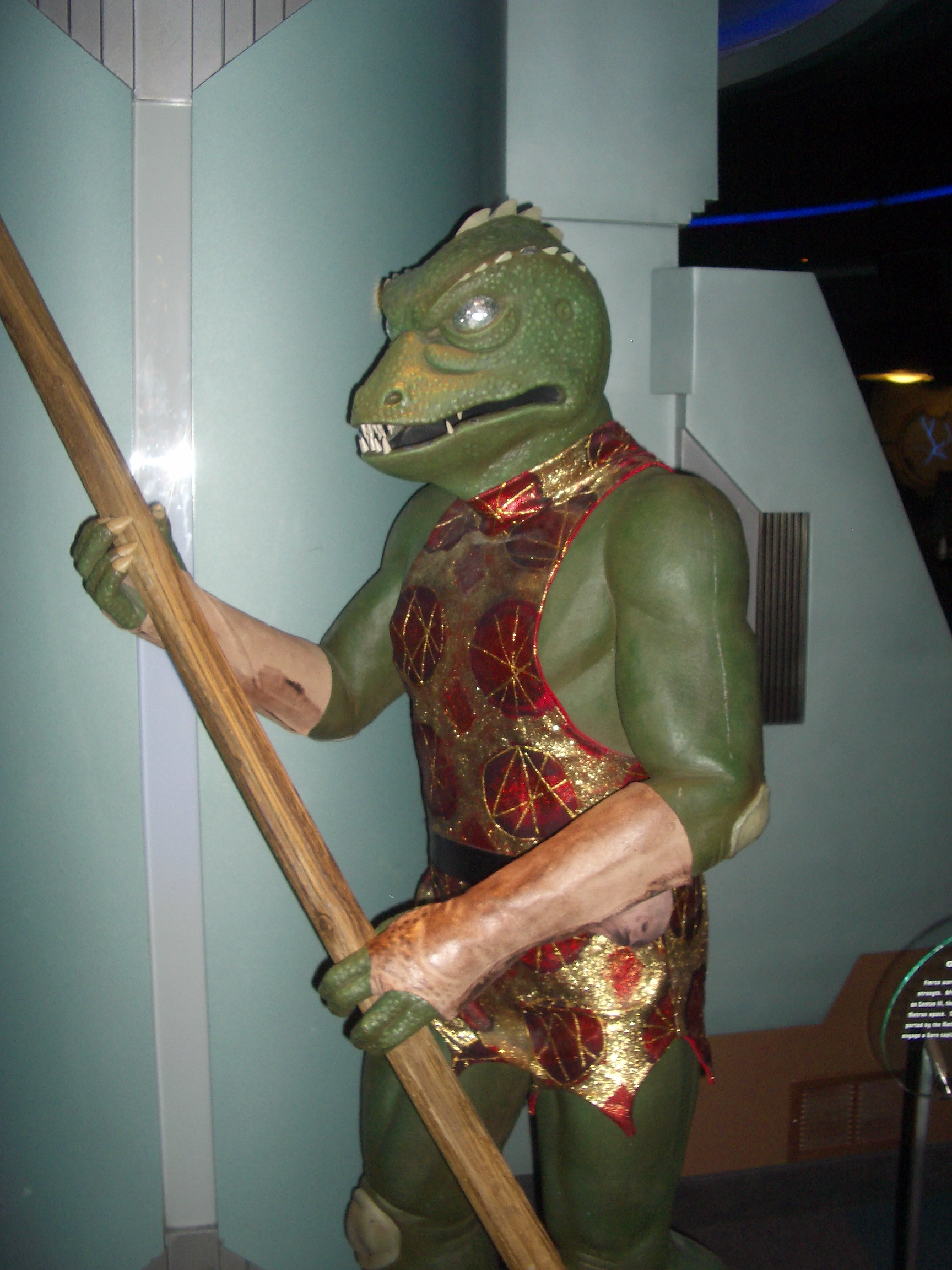
Il capitano gorn della serie classica

Una delle caratteristiche popolari dell'universo di Star Trek è la presenza di vita e di civiltà su molti pianeti: negli episodi appaiono personaggi appartenenti a molte differenti specie extraterrestri senzienti e, con poche eccezioni, umanoidi. Ogni serie ha tra i suoi protagonisti uno o più alieni fissi nel cast e molti degli episodi sono incentrati tipicamente sul primo contatto con una civiltà sconosciuta.
Le differenti specie o civiltà apparse nelle serie sono oltre quattrocento. Buona parte delle specie aliene appaiono in un unico episodio e alcune di esse vengono solamente citate. Sebbene le forme di vita incontrate dai protagonisti siano in gran parte organiche e basate sul carbonio, non mancano forme di vita basate su biochimiche alternative, inorganiche, forme di vita artificiali, entità non corporee e transdimensionali.
Le principali specie ricorrenti in più serie sono: Andoriani, Bajoriani, Betazoidi, Borg, Boliani, Cardassiani, El-Auriani, Ferengi, Fondatori, Gorn, Nausicaani, Klingon, Q, Romulani, Vulcaniani. Ognuna delle serie televisive di Star Trek ha presentato numerose nuove specie. Alcuni aspetti di queste specie immaginarie sono divenuti parte della cultura pop statunitense e internazionale, come ad esempio il saluto vulcaniano e la frase Borg, «La resistenza è futile». Le specie aliene di Star Trek sono state descritte da Alex Fitzpatrick di Time come uno dei più importanti elementi narrativi del franchise.

### Pianeti
La serie è popolata di numerosi pianeti, che fanno parte integrante della narrazione, costituendo l'ossatura della Federazione dei Pianeti Uniti, dell'Impero Klingon, di quello Romulano e delle altre organizzazioni che popolano la galassia. Alcune astronavi della Flotta Stellare sono impegnate in una missione quinquennale che le porta a visitare nuovi mondi e nuove specie. Sono impegnate in questa missione, ad esempio, le astronavi USS Enterprise NCC-1701 sotto il comando di Robert April, Christopher Pike e James T. Kirk; la USS Enterprise NCC-1701-D sotto il comando di Jean-Luc Picard; mentre la USS Voyager NCC-74656, sotto il comando di Kathryn Janeway, si ritrova a svolgere lo stesso compito, nonostante avesse in partenza una diversa missione, quando si è ritrovata intrappolata nel Quadrante Delta della galassia.
Tra questi i più noti e frequentemente presenti nelle varie serie sono, oltre alla Terra (o Sol III): Vulcano, patria dei Vulcaniani; Qo'noS, patria dei Klingon; Andoria, patria degli Andoriani e degli Aenar; Romulus, patria dei Romulani; Bajor, patria dei Bajoriani; Cardassia, patria dei Cardassiani.

### Prima direttiva
La "Prima direttiva" è la fondamentale norma etica che impedisce alla Federazione dei pianeti uniti di interferire con le civiltà meno progredite, limitando di fatto i contatti con gli altri popoli che non abbiano ancora scoperto la propulsione a curvatura. Tale direttiva costituisce il sottotema di molti degli episodi della serie originale di Star Trek e delle serie successive. La prima direttiva – ideata dallo scrittore di fantascienza Theodore Sturgeon per un episodio della prima serie – fu chiaramente ispirata dal paragrafo 7 dell'articolo 2 della Carta delle Nazioni Unite.

### Uniformi

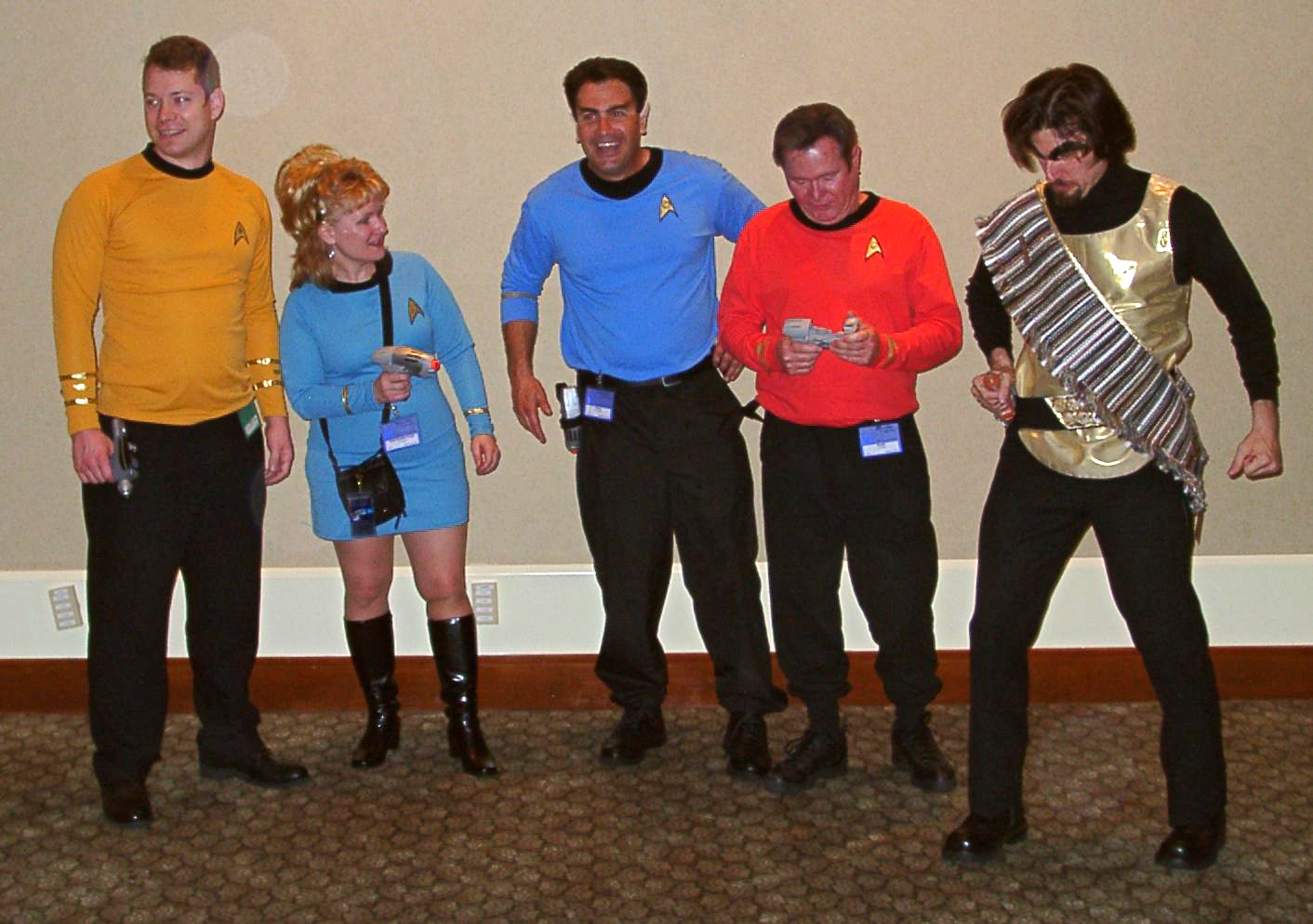
Alcuni fan di Star Trek con i costumi della serie classica al BayCon 2003

I membri della Flotta Stellare indossano delle caratteristiche uniformi che col tempo sono divenute emblema del franchise in particolare per il caratteristico logo a forma di delta apposto sulle giacche o sulle maglie delle uniformi stesse, divenuto simbolo stesso del franchise, che, nel XXIV secolo diviene anche comunicatore. Le maglie dell'uniforme classica, in particolare, sono contraddistinte da tre colori primari, giallo oro per il comando, blu per le sezioni scientifica e medica e rosso, per la sezione operativa. La maglia rossa ha inoltre assunto il ruolo di contrassegnare i membri dell'equipaggio "sacrificabili" durante le missioni di sbarco, poiché nella serie classica il personale che la indossa, solitamente attori non protagonisti che rivestono ruoli secondari, sono quelli che muoiono durante le missioni di sbarco.

## Merchandising
Il franchise di Star Trek ha prodotto molto merchandising fin dalla messa in onda della serie classica e particolarmente dalla programmazione in syndication degli episodi della stessa durante gli anni settanta.
Molti prodotti con licenza sono basati sul franchise di Star Trek. Il merchandising è molto redditizio sia per la produzione che per gli attori; nel 1986 Nimoy aveva guadagnato più di 500 000 dollari dalle royalties. I prodotti includono romanzi, fumetti, videogiochi e altri materiali, generalmente considerati non canonici. I prodotti di Star Trek hanno generato 4 miliardi di dollari per la Paramount dal 2002.

### Libri
Dal 1967 sono stati pubblicati centinaia di romanzi originali, racconti e adattamenti televisivi e cinematografici. Il primo romanzo originale di Star Trek fu Mission to Horatius di Mack Reynolds, pubblicato con copertina rigida da Whitman Books nel 1968.
Nel 1968, Gene Roddenberry collaborò con Stephen Edward Poe al libro di saggistica The Making of Star Trek per Ballantine Books.
Tra le più recenti c'è la collezione Star Trek di Little Golden Books. Tre titoli sono stati pubblicati da Random House nel 2019, un quarto nel luglio 2020.
Il primo editore di narrativa di Star Trek rivolta ai lettori adulti è stato Bantam Books. James Blish ha scritto adattamenti degli episodi della serie originale in dodici volumi dal 1967 al 1977; nel 1970 scrisse il primo romanzo originale di Star Trek pubblicato da Bantam, Spock Must Die!.
Pocket Books ha pubblicato i successivi romanzi di Star Trek. I prolifici romanzieri di Star Trek includono Peter David, Diane Carey, Keith DeCandido, J.M. Dillard, Diane Duane, Michael Jan Friedman e Judith e Garfield Reeves-Stevens. Diversi attori della serie televisiva hanno anche scritto o co-scritto libri con i rispettivi personaggi: William Shatner, John de Lancie, Andrew J. Robinson, J. G. Hertzler e Armin Shimerman. La produttrice di Star Trek: Voyager Jeri Taylor ha scritto due romanzi che descrivono in dettaglio le storie personali dei personaggi della USS Voyager. Anche David Gerrold e le sceneggiatrici D.C. Fontana e Melinda Snodgrass hanno scritto libri.
In un lavoro accademico del 2014, Newton Lee ha discusso la realizzazione futura del ponte ologrammi di Star Trek facendo ampio uso dell'intelligenza artificiale e dei cyborg.

### Fumetti
I fumetti basati su Star Trek sono stati pubblicati quasi ininterrottamente dal 1967 da Marvel, DC, Malibu, WildStorm e Gold Key. Nel 2009, Tokyopop ha prodotto un'antologia di storie basate su The Next Generation presentate nello stile dei manga giapponesi. Nel 2006, IDW Publishing si è assicurata i diritti di pubblicazione dei fumetti di Star Trek e ha pubblicato un prequel del film del 2009, Star Trek: Countdown. Nel 2012, IDW ha pubblicato il primo volume di Star Trek – The Newspaper Strip con il lavoro di Thomas Warkentin. A partire dal 2020, IDW continua a produrre nuovi titoli.

### Giochi
Il franchise di Star Trek ha numerosi giochi in molti formati. A partire dal 1967, con un gioco da tavolo basato sulla serie originale, e continuando fino a oggi con giochi online e in DVD, i giochi di Star Trek continuano a essere popolari tra i fan.
I videogiochi basati sulle serie includono Star Trek: Legacy e Star Trek: Conquest. Un MMORPG chiamato Star Trek Online è stato sviluppato da Cryptic Studios e pubblicato da Perfect World. È ambientato durante l'era Next Generation, circa trent'anni dopo gli eventi di Star Trek - La nemesi. Un videogioco più recente, Star Trek, è ambientato nella timeline alternativa di J. J. Abrams. Star Trek: Resurgence, un videogioco d'avventura narrativo ambientato nell'era Next Generation distribuito Dramatic Labs, è uscito il 23 aprile 2023.

### Riviste
Star Trek ha portato direttamente o indirettamente alla creazione di numerose riviste incentrate sulla fantascienza o specificamente su Star Trek stesso. Starlog era una rivista fondata negli anni '70. Inizialmente, il suo focus era sugli attori di Star Trek, ma poi ha ampliato il suo campo d'azione. Star Trek: The Magazine era una rivista pubblicata negli Stati Uniti che cessò la pubblicazione nel 2003. Star Trek Magazine, originariamente pubblicato come Star Trek Monthly da Titan Magazines per il mercato del Regno Unito, iniziò nel febbraio 1995. Da allora la rivista si è estesa alla distribuzione mondiale sotto il nome di Star Trek Explorer.

### Bambole
Nel 1996, per il trentesimo anniversario di Star Trek, la Mattel ha realizzato per la propria linea di fashion doll Barbie, un gift set dedicato a Star Trek (similmente a quanto fatto per altre serie televisive classiche), comprendente Barbie e Ken con l'uniforme della serie classica, ricordando i personaggi di Janice Rand e James T. Kirk. Nel 2009 ha inoltre realizzato una serie di tre fashion doll dedicate al film Star Trek diretto da J.J. Abrams, comprendente i personaggi di Kirk, Spock e Uhura, con le fattezze rispettivamente degli attori Chris Pine, Zachary Quinto e Zoe Saldana e le uniformi del film. Nel 2016, per il cinquantesimo anniversario di Star Trek, la Mattel ha realizzato una Barbie del tenente Uhura con le fattezze di Nichelle Nichols, l'acconciatura e il costume della serie classica, così come appare nella prima stagione della serie.

## Influenza culturale

### Cinema e televisione
- Nella serie televisiva The Big Bang Theory e nel suo spin-off Young Sheldon, Star Trek è uno dei principali e maggiori interessi del gruppo di nerd protagonisti della serie. Sheldon Cooper è un fan di Leonard Nimoy e del suo personaggio Spock,[215] mentre inizialmente non ne ama molto l'interpretazione datane da Zachary Quinto, ma poi cambia idea. Ha persino inventato una variante del gioco "Carta, forbici, sasso", con l'aggiunta di lucertola e Spock.[215] Altro suo personaggio amato è quello di Data, interpretato da Brent Spiner nella serie Star Trek: The Next Generation. Cooper stesso si traveste da Spock in svariate occasioni e da Data nell'episodio La spedizione di Bakersfield, mentre Leonard si traveste da Jean-Luc Picard, Howard da drone Borg e Raj da Worf. Sheldon, Leonard, Howard e Raj parlano inoltre fluentemente la lingua klingon, che usano talvolta per non farsi capire dalle rispettive fidanzate/mogli.[215] Il merchandising di Star Trek è inoltre al centro dell'episodio Il malfunzionamento del teletrasporto, in cui Penny regala a Leonard e Sheldon due teletrasporto giocattolo della Mego degli anni settanta, per la sua linea di action figure da 8" di Star Trek. Nell'episodio Sheldon si confronterà con la sua action figure di Spock (la cui voce, nella versione originale, viene data dallo stesso Leonard Nimoy), per decidere se aprire la confezione oppure no. Nella serie è inoltre un personaggio ricorrente Wil Wheaton, attore che impersonava Wesley Crusher in The Next Generation e che qui interpreta se stesso, che, da nemico mortale di Sheldon, ne diviene infine amico. Nella serie compaiono inoltre anche Brent Spiner (Data), LeVar Burton (Geordi La Forge), William Shatner (James T. Kirk), mentre il Dott. John Sturgis, tra i protagonisti di Young Sheldon, viene interpretato dall'attore Wallace Shawn, interprete del Grande Nagus Zek in Star Trek: Deep Space Nine. In seguito, inoltre, Jim Parsons, l'attore che interpreta Sheldon, lavorerà assieme a Zachary Quinto nel film The Boys in the Band, remake del celebre film Festa per il compleanno del caro amico Harold. Jim Parson ha confessato che in realtà non ha mai visto una sola puntata di nessuna serie di Star Trek.[215]
- L'episodio USS Callister della serie distopica Black Mirror è chiaramente ispirato all'universo di Star Trek. Il protagonista, un programmatore impacciato di nome Robert Daly ha creato un videogioco di fantascienza di nome Infinity. Ogni sera, utilizzando una copia modificata dello stesso, in cui egli impersona il "capitano" della nave spaziale USS Callister e gli assistenti hanno le sembianze di coloro che lo deridono nella vita reale, Daly sfoga la sua rabbia e frustrazione, torturandoli e umiliandoli. Le continue ingiustizie subite da Daly porteranno i membri dell'equipaggio a progettare un piano di fuga, con conseguenze terribili per il protagonista. L'episodio è stato accolto positivamente.[216][217]
- La serie televisiva Quark del 1977 è parzialmente ispirata a Star Trek e tre episodi sono parodie dirette di Star Trek: The Old and the Beautiful, parodia dell'episodio Gli anni della morte; The Good, the Bad and the Ficus, parodia dell'episodio Specchio, specchio; Goodbye Polumbu, parodia dell'episodio Licenza di sbarco.[218]
- Il film del 1999 Galaxy Quest è una parodia di alcune serie di fantascienza, in particolare di Star Trek.[219]
- L'episodio della quarta stagione della serie animata Duckman, penultimo della serie, Where No Duckman Has Gone Before, è una parodia della serie classica di Star Trek.
- Nell'episodio Battaglie stellari di Steven Universe, Lars combatte insieme al suo equipaggio una gemma malvagia di nome Smeraldo. Lo stile dell'episodio ricalca molto quello di Star Trek.[220]

### Letteratura
- Il romanzo dello scrittore statunitense John Scalzi intitolato Uomini in rosso (Redshirts, 2012), vincitore del Premio Hugo e del Premio Locus, inizia come una parodia di Star Trek narrata dal punto di vista degli sfortunati personaggi secondari.[221] L'osservazione che le comparse che nella serie indossano divise di colore rosso sono frequentemente scelte dagli sceneggiatori come "sacrificabili" e destinate alla morte, è diventato un meme suffragato dalla statistica.[222]